# Aborto nos Estados Unidos

Este mapa codificado por cores ilustra a situação legal atual dos procedimentos de aborto eletivos específicos em cada um dos estados, territórios dos EUA e distrito federal. Uma borda colorida indica uma restrição ou proibição mais rigorosa que está bloqueada por uma liminar judicial ou uma cláusula de gatilho.
Ilegal
Legal, mas sem provedores
Legal antes da atividade cardíaca celular
Legal até a 12ª semana
Legal até a 15ª semana (1º trimestre)
Legal até a 18ª semana
Legal até a 20ª semana
Legal até a 22ª semana (5 meses)
Legal antes da viabilidade fetal
Legal até a 24ª semana (5½ meses)
Legal até o segundo trimestre
Legal em qualquer estágio

O aborto é uma questão que divide os Estados Unidos. O tema é prevalente na política americana e nas guerras culturais, embora a maioria dos americanos apoie o acesso contínuo ao aborto. Existem leis de aborto amplamente diferentes dependendo do estado.
Desde a Revolução Americana até meados do século XIX, o aborto não era uma questão controvérsia; a maioria aderiu à crença tradicional cristã protestante de que a vida começava com o movimento fetal, entre 18 e 21 semanas de gestação. A prática era legal antes desse período em todos os estados sob Common law. Connecticut foi o primeiro estado a regulamentar o aborto em 1821; proibindo o aborto após o movimento fetal, o momento na gravidez em que a mulher grávida começa a sentir os movimentos do feto no útero, e proibiu o uso de remédios para induzi-lo após esse período. Muitos estados, subsequentemente, aprovaram várias leis sobre o aborto até as decisões da Suprema Corte dos Estados Unidos nos casos Roe v. Wade e Doe v. Bolton, que descriminalizaram o aborto em todo o país em 1973. A decisão Roe impôs uma estrutura uniforme federal para a legislação estadual sobre o assunto. Também foi estabelecido um período mínimo durante o qual o aborto é legal, com mais ou menos restrições ao longo da gravidez. Inicialmente, os cristãos evangélicos eram favoráveis ou indiferentes à decisão Roe — citando o que viam como a falta de condenação bíblica sobre o assunto, sua percepção de afirmação da liberdade religiosa e o avanço de um governo não intrusivo —, mas na década de 1980 começaram a se juntar aos católicos antiaborto para reverter a decisão. Essa estrutura básica, modificada no caso Planned Parenthood v. Casey (1992), permaneceu em vigor, embora a disponibilidade efetiva do aborto variasse significativamente de estado para estado, já que muitos condados não tinham prestadores de serviços de aborto. Casey determinou que uma lei não poderia impor restrições legais que colocassem um ônus excessivo com "o propósito ou efeito de colocar um obstáculo substancial no caminho de uma mulher que busca um aborto de um feto inviável". Em dezembro de 2021, a FDA legalizou a provisão de pílulas abortivas por telemedicina com entrega pelo correio, mas muitos estados têm leis que restringem essa opção.
Em 2022, as decisões do caso Roe e Casey foram anuladas no caso Dobbs v. Jackson Women's Health Organization, encerrando a proteção dos direitos ao aborto pela Constituição dos EUA e permitindo que estados individuais regulamentasse qualquer aspecto do aborto não preterido pela lei federal. Desde 1976, o Partido Republicano buscou restringir o acesso ao aborto com base no estágio da gravidez ou criminalizar o aborto, enquanto o Partido Democrata defendeu o acesso ao aborto e facilitou a obtenção de contraceptivos.
O movimento pelos direitos ao aborto defende a escolha do paciente e a autonomia corporal, enquanto o movimento antiaborto sustenta que o feto tem direito à vida. Historicamente enquadrado como um debate entre os rótulos "pró-escolha" e "pró-vida", a maioria dos americanos concordam com algumas posições de cada lado.
O apoio ao aborto aumentou gradualmente nos EUA a partir do início da década de 1970, e estabilizou durante a década de 2010. A taxa de aborto tem diminuído continuamente desde 1980 de 30 por 1.000 mulheres em idade reprodutiva (15-44 anos) para 11,3 em 2018. Em 2018, 78% dos abortos foram realizados com 9 semanas ou menos de gestação, e 92% dos abortos foram realizados com 13 semanas ou menos de gestação. Em 2023, os abortos medicamentosos representaram 63% de todos os abortos. Quase 25% das mulheres terão feito um aborto aos 45 anos, com 20% das mulheres de 30 anos já tendo feito um. Em 2019, 60% das mulheres que fizeram abortos já eram mães, e 50% já tinham dois ou mais filhos. O acesso maior aos métodos contraceptivos tem sido estatisticamente ligado à redução na taxa de aborto.
A partir de 2024, o Alasca, Califórnia, Illinois, Kansas, Michigan, Minnesota, Ohio e Vermont têm o direito ao aborto em suas constituições estaduais, seja explicitamente ou conforme interpretado pela suprema corte estadual. Outros estados, como Colorado e Massachusetts, protegem o aborto sob a lei estadual. As constituições estaduais do Alabama, Louisiana, Tennessee e Virgínia Ocidental explicitamente não contêm o direito ao aborto.

## Terminologia
O debate sobre o aborto está mais comumente relacionado ao aborto induzido de uma gravidez, que é também a forma como o termo "aborto" é usado no sentido jurídico. Os termos “aborto eletivo” e “aborto voluntário” referem-se à interrupção da gravidez, antes da viabilidade, a pedido da mulher, mas sem razões médicas. Na linguagem médica, "aborto" pode se referir a um aborto espontâneo ou induzido antes que o feto seja viável. Após a viabilidade, os médicos chamam o aborto induzido de “interrupção da gravidez”.

## História

### História inicial e ascensão da legislação antiaborto
O aborto era uma prática bastante comum na história dos Estados Unidos e nem sempre controverso. Numa época em que a sociedade estava mais preocupada com consequências mais graves do que as mulheres engravidarem fora do casamento, os assuntos familiares eram tratados de forma velada. O aborto não se tornou uma controvérsia pública até que o risco para a saúde por abortos inseguros por praticantes (mulheres) não licenciados foi levado à atenção do público no século XIX. James Mohr escreveu que, embora o aborto antes do início dos movimentos fetais fosse legal nas primeiras três décadas do século XIX, apenas 1 em 25 a 1 em 30 gravidezes terminavam em aborto. Na década de 1850 e 1860, esse número havia aumentado para 1 em 5 ou 1 em 6. John Keown destacou alguns desafios na definição da visão do direito consuetudinário, observando que "a evidência de aceleração facilitaria claramente o processo". Em meados do século 18, Benjamin Franklin incluiu uma receita de um abortivo em um livro de matemática. Em 1728, Franklin condenou o editor Samuel Keimer por publicar um artigo sobre o aborto. Segundo o biógrafo Walter Isaacson, Franklin não tinha uma visão forte sobre o assunto. Em O discurso de Polly Baker, Franklin coloca a culpa pelo aborto e pelo infanticídio no duplo padrão sexual contra as mulheres. Ele afirmou:
Perdoem-me, senhores, se falo um pouco extravagantemente sobre esses assuntos; não sou um teólogo. Mas se vocês, grandes homens, devem fazer leis, não transformem ações naturais e úteis em crimes com suas proibições. Reflitam um pouco sobre as horríveis consequências desta lei em particular: Quantos abortos provocados! E quantas mães angustiadas foram levadas, pelo terror do castigo e da vergonha pública, a mergulhar, contra a natureza, suas próprias mãos trêmulas no sangue de seus filhos indefesos! A natureza as teria induzido a cuidar deles com o carinho de um pai. Portanto, é a lei, é a própria lei que é culpada por todas essas barbaridades e assassinatos. Revoguem-na, então, senhores; que seja eliminada para sempre de seus livros. E, por outro lado, considerem com sabedoria o grande e crescente número de solteiros no país, muitos dos quais, por medo mesquinho do custo de uma família, nunca cortejaram sinceramente e com honra uma mulher em suas vidas; e, pelo seu modo de vida, deixam de produzir (o que eu acho que é pouco melhor que assassinato) centenas de seus descendentes até a milésima geração. Não é essa uma ofensa maior contra o bem público do que a minha? Obriguem-nos, então, por uma lei, a casar ou a pagar o dobro da multa por fornicação a cada ano.
Em 1716, Nova York aprovou uma ordem proibindo parteiras de realizar abortos. O Fundador e Segundo Presidente dos Estados Unidos, John Adams, elogiou o legislador espartano Licurgo por impedir que sua cunhada fizesse um aborto, mesmo que isso o impedisse de assumir o poder. As primeiras leis dos EUA não proibiam abortos no início da gravidez: em sua maioria, o aborto não era um crime até o início dos movimentos fetais, e a maioria das exceções a isso na prática eram penalidades impostas aos praticantes se uma mulher sob seus cuidados morresse como consequência do procedimento.
Dentro do contexto de um escândalo sexual, Connecticut se tornou o primeiro estado a regulamentar o aborto por estatuto em 1821. Muitos estados posteriormente aprovaram várias leis sobre o aborto. Em 1829, Nova York tornou os abortos pós-início dos movimentos fetais um crime grave e os abortos pré-início dos movimentos fetais um delito menor. Isso foi seguido por 10 dos 26 estados criando restrições semelhantes nas próximas décadas, em particular nas décadas de 1860 e 1870. As primeiras leis relacionadas ao aborto foram feitas para proteger as mulheres de riscos reais ou percebidos, e aquelas mais restritivas penalizavam apenas o provedor.
A criminalização não acabou com a prática do aborto; médicos e parteiras não licenciados continuaram a realizá-los. A maioria das mulheres que recebiam abortos de praticantes não licenciados eram pobres. A segurança das mulheres continuou a ser uma preocupação, especialmente após a morte altamente divulgada de Mary Rogers. Mulheres mais ricas podiam pagar médicos dispostos a interpretar amplamente as exceções de saúde em seu favor. Anúncios eufemísticos de abortivos ofereciam uma variedade de remédios à base de ervas.
Os abortos aumentaram durante a Segunda Guerra Mundial, à medida que a necessidade de mão-de-obra feminina superou outras preocupações e subornos eram frequentemente aceitos em troca de aplicação branda da lei. As regulamentações foram apertadas após a guerra para incentivar um retorno à vida familiar tradicional, até que um movimento de reforma começou na década de 1950, chamando a atenção para a questão de saúde pública dos abortos ilegais, e um consenso cresceu na comunidade médica de que os médicos deveriam tomar decisões sobre quando se aplicam as exceções de saúde.
Vários outros fatores provavelmente desempenharam um papel na ascensão das leis antiaborto. Assim como na Europa, as técnicas de aborto avançaram a partir do século XVII, e o conservadorismo da maioria dos profissionais médicos em relação a questões sexuais impediu a ampla expansão das técnicas de aborto. Os médicos, que eram os principais defensores das leis de criminalização do aborto, parecem ter sido motivados, pelo menos em parte, pelos avanços no conhecimento médico. A ciência havia descoberto que a fertilização inaugurava um processo mais ou menos contínuo de desenvolvimento, que produzia um novo ser humano. O início dos movimentos fetais não era considerado mais ou menos crucial no processo de gestação do que qualquer outro estágio. Muitos médicos concluíram que, se a sociedade considerava injustificável interromper a gravidez após o início dos movimentos fetais, e se o início dos movimentos fetais era um estágio relativamente sem importância no processo de gestação, então era tão errado interromper uma gravidez antes do início dos movimentos fetais quanto depois. Patricia Cline Cohen, professora emérita da Universidade da Califórnia, Santa Bárbara, disse que essas leis surgiram não porque a sociedade via o aborto como um crime, mas por um pequeno grupo de médicos que assumiu a responsabilidade de provar ao resto do país que o aborto antes do início dos movimentos fetais deveria ser visto como um crime. Os médicos usaram cálculos falhos para convencer a Associação Médica Americana a aceitar que o aborto antes do início dos movimentos fetais também deveria ser proibido, levando a uma série de leis estaduais proibindo o aborto na segunda metade do século XIX. Os médicos também foram influenciados por razões práticas para defender as leis antiaborto. Por um lado, os provedores de aborto geralmente eram parteiras sem formação ou educação formal. Em uma época em que os principais médicos do país estavam tentando padronizar a profissão médica, esses praticantes não licenciados eram considerados um incômodo para a saúde pública.
Apesar das campanhas para acabar com a prática do aborto, a publicidade de abortivos era altamente eficaz e o aborto era comumente praticado, com a ajuda de uma parteira ou outras mulheres, em meados do século XIX, mesmo não sendo seguros. Embora a taxa precisa de abortos não fosse conhecida, o livro de James Mohr de 1978, Abortion in America, documentou várias estimativas registradas por médicos do século XIX, que sugeriam que entre cerca de 15% e 35% de todas as gravidezes terminavam em aborto durante esse período. Essa era também viu uma mudança marcada nas pessoas que estavam obtendo abortos. Antes do início do século XIX, a maioria dos abortos era procurada por mulheres solteiras, que haviam engravidado fora do casamento e para as quais havia muito menos compaixão em comparação com as mulheres casadas que faziam um aborto; muitas delas eram ricas e pagavam bem. De 54 casos de aborto publicados em revistas médicas americanas entre 1839 e 1880, mais da metade foi solicitada por mulheres casadas, e bem mais de 60% das mulheres casadas já tinham pelo menos um filho.
A sensação de que mulheres casadas estavam agora frequentemente praticando abortos preocupava muitos médicos conservadores, que eram quase exclusivamente homens. Na era da Reconstrução, grande parte da culpa foi atribuída ao nascente movimento pelos direitos das mulheres. Embora a profissão médica expressasse hostilidade em relação ao feminismo, muitas ativistas da época também eram contra o aborto. Em The Revolution, um jornal operado por Elizabeth Cady Stanton e Susan B. Anthony, um artigo de opinião de 1869 foi publicado argumentando que, em vez de simplesmente tentar aprovar uma lei contra o aborto, a causa raiz também deve ser abordada. O autor afirmou que aprovar uma lei antiaborto seria "apenas cortar o topo da erva daninha nociva, enquanto a raiz permanece. Não importa qual seja o motivo, amor ao conforto ou um desejo de salvar do sofrimento o inocente ainda não nascido, a mulher é terrivelmente culpada que comete o ato. Isso pesará em sua consciência em vida, pesará em sua alma na morte; Mas oh! três vezes mais culpado é aquele que a levou ao desespero que a impeliu ao crime". Para muitas feministas dessa época, o aborto era considerado uma necessidade indesejável forçada às mulheres por homens insensíveis. A ala do amor livre do movimento feminista recusava-se a defender o aborto e tratava a prática como um exemplo dos extremos hediondos aos quais o casamento moderno estava levando as mulheres. O estupro conjugal e a sedução de mulheres solteiras eram males sociais que as feministas acreditavam causar a necessidade de abortar, pois os homens não respeitavam o direito das mulheres à abstinência. A oposição feminista ao aborto era muito menos prevalente no século XX, e foram feministas e médicos que começaram a questionar as leis antiaborto e a despertar o interesse público na década de 1960.
Os médicos, um dos mais famosos e consequentes sendo Horatio Storer, continuaram a ser a voz mais alta no debate antiaborto, e levaram sua agenda às legislaturas estaduais em todo o país, defendendo não apenas leis antiaborto, mas também leis contra o controle de natalidade por motivos racistas e pseudocientíficos; grupos religiosos não estavam particularmente ativos nesse movimento, que prenunciou o debate moderno sobre os direitos do corpo das mulheres. Embora muitas dessas leis indicassem a mulher como co-criminosa, ela raramente era processada. Uma campanha foi lançada contra o movimento e o uso e disponibilidade de anticoncepcionais. A criminalização do aborto acelerou a partir do final da década de 1860 por meio dos esforços de legisladores preocupados, médicos e a Associação Médica Americana influenciados por Storer, e foram facilitados pela imprensa. Em 1873, Anthony Comstock criou a New York Society for the Suppression of Vice [en], uma instituição dedicada a supervisionar a moralidade pública. Mais tarde naquele ano, Comstock influenciou com sucesso o Congresso dos Estados Unidos a aprovar a Lei Comstock, que tornava ilegal entregar pelo correio dos EUA qualquer material "obsceno, lascivo ou indecente". Também proibia a produção ou publicação de informações referentes à obtenção de aborto, controle de natalidade e doenças venéreas, incluindo para estudantes de medicina. A produção, publicação, importação e distribuição de tais materiais foi suprimida sob a Lei Comstock como sendo obscena, e proibições semelhantes foram aprovadas por 24 dos 37 estados.
Por volta de 1900, o aborto era normalmente um crime grave em todos os estados. Alguns estados incluíam disposições permitindo o aborto em circunstâncias limitadas, geralmente para proteger a saúde da mulher ou para interromper gravidezes decorrentes de estupro ou incesto. A maioria dos americanos não via o aborto como um crime, e os abortos continuavam a ocorrer e tornaram-se cada vez mais acessíveis. A American Birth Control League foi fundada por Margaret Sanger em 1921; ela se tornaria a Planned Parenthood Federation of America em 1942. Na década de 1930, médicos licenciados realizavam cerca de 800.000 abortos por ano.

### Abortos inseguros
Em 1971,  Becky Bell, de 17 anos, morreu de infecção após um aborto inseguro. Ela morava em Indiana, onde era necessário o consentimento dos pais para fazer um aborto seguro e legal. Laurence H. Tribe escreveu em Abortion: The Clash of Absolutes, que a melhor amiga de Bell disse que Becky "não suportava a ideia de contar" aos pais e considerou outras alternativas, como um aborto fora do estado. Não se sabe se Becky tentou fazer o aborto sozinha, mas ele não foi feito com segurança e ela morreu de infecção. Seus pais fizeram campanha pública contra as leis de consentimento dos pais após sua morte.
 Rosie Jimenez morreu de sepse em 1977 após um procedimento de aborto na casa de uma parteira que não tinha licença para realizar abortos. Ela não procurou um médico licenciado porque a Emenda Hyde, que impedia o financiamento público de abortos pelo Medicaid, havia entrado em vigor depois de sobreviver a um desafio estatutário em Beal v. Doe e a um desafio de Proteção Igualitária em Maher v. Roe.
O Dr. Abu Hayat foi condenado por um tribunal de Manhattan em 1993 por realizar um aborto ilegal no terceiro trimestre em sua clínica em Alphabet City. O médico iniciou o procedimento de dilatação e evacuação (D&E), que não era legal no terceiro trimestre. O bebê nasceu vivo antes que o procedimento pudesse ser concluído. Ela estava sem um braço que havia sido cortado durante a D&E.
Ele citou Roe v. Wade quando recorreu de sua condenação por agressão ao bebê com base no argumento de que o bebê ainda não havia nascido quando ele tentou realizar o procedimento.
Outra paciente foi forçada a deixar a clínica na metade de um procedimento depois que o Dr. Hayat exigiu mais dinheiro que seu marido não tinha condições de pagar. A paciente quase morreu e foi tratada em um hospital local devido a uma infecção grave causada por pedaços de feto desmembrado deixados em seu útero. Sophie McCoy, de 17 anos, morreu em 1990 devido a uma perfuração uterina infectada depois de fazer um aborto na clínica do Dr. Hayat.
A desigualdade no acesso a abortos seguros e legais persiste até hoje, sendo que muitas mulheres não podem se dar ao luxo de fazer um aborto legal; nesses casos, as mulheres podem recorrer ao aborto ilegal.

### Sherri Finkbine
No início da década de 1960, uma controvérsia girou em torno da apresentadora de televisão infantil Sherri Finkbine [en], que ajudou a trazer o aborto e a lei do aborto mais diretamente aos olhos do público americano. Morando na região de Phoenix, Arizona, Finkbine teve quatro filhos saudáveis; durante a gravidez de seu quinto filho, ela descobriu que a criança poderia ter deformidades graves ao nascer. Isso provavelmente ocorreu porque Finkbine estava tomando pílulas para dormir que ela não sabia que continham talidomida, um medicamento que aumenta o risco de deformidades fetais durante a gravidez. Embora Finkbine quisesse um aborto, as leis de aborto do Arizona só permitiam a prática se a gravidez representasse uma ameaça à vida da mulher. A situação ganhou atenção pública depois que Finkbine compartilhou a história com um repórter do The Arizona Republic, que revelou sua identidade apesar de seus pedidos de anonimato. Em 18 de agosto de 1962, Finkbine viajou para a Suécia para obter um aborto legal, onde foi confirmado que o feto apresentava graves deformidades.
A história de Finkbine marcou um ponto de viragem nos direitos reprodutivos das mulheres e na lei do aborto nos Estados Unidos. Ainda assim, Finkbine só conseguiu fazer um aborto porque tinha dinheiro para viajar para o estrangeiro, destacando uma desigualdade nos direitos ao aborto que persiste até hoje, em que muitas mulheres não podem pagar ou não têm recursos para obter um aborto legal; nesses casos, as mulheres podem recorrer ao aborto ilegal.

### Precedentes pré-Roe
Em 1964, Gerri Santoro, de Connecticut, morreu tentando obter um aborto ilegal, e sua foto se tornou o símbolo de um movimento pelo direito ao aborto. Alguns grupos activistas dos direitos das mulheres desenvolveram as suas próprias competências para realizar abortos a mulheres que não conseguiam obtê-los noutro local. Por exemplo, em Chicago, um grupo conhecido como “Jane” administrou uma clínica flutuante de aborto durante grande parte da década de 1960. As mulheres que procurassem o procedimento ligariam para um número designado e receberiam instruções sobre como encontrar “Jane”.
Em 1965, o caso Griswold v. Connecticut da Suprema Corte dos EUA derrubou uma das leis de contracepção restantes de Comstock em Connecticut e Massachusetts. No entanto, Griswold aplicava-se apenas às relações conjugais, permitindo aos casais comprar e usar contraceptivos sem restrições governamentais. Demorou até 1972, com Eisenstadt v. Baird, para estender o precedente de Griswold também a pessoas solteiras. Após o caso Griswold, o American College of Obstetricians and Gynecologists [en] (ACOG) emitiu um boletim médico aceitando uma recomendação de seis anos antes que esclareceu que "a concepção é a implantação de um óvulo fertilizado", e, consequentemente, o controle da natalidade os métodos que impediam a implantação foram classificados como contraceptivos e não como abortivos.
Em 1967, o Colorado tornou-se o primeiro estado a descriminalizar o aborto em casos de estupro, incesto ou em que a gravidez levaria à incapacidade física permanente da mulher. Leis semelhantes foram aprovadas na Califórnia, Oregon e Carolina do Norte. Em 1970, o Havaí se tornou o primeiro estado a legalizar o aborto a pedido da mulher, e Nova York revogou sua lei de 1830 e permitiu o aborto até a 24ª semana de gravidez. Leis semelhantes foram logo aprovadas no Alasca e em Washington. Em 1970, Washington realizou um referendo sobre a legalização do aborto precoce na gravidez, tornando-se o primeiro estado a legalizar o aborto através do voto do povo. Uma lei em Washington, DC, que permitia o aborto para proteger a vida ou a saúde da mulher, foi contestada na Suprema Corte em 1971 no caso Estados Unidos v Vuitch. O tribunal manteve a lei, considerando que "saúde" significava "bem-estar psicológico e físico", essencialmente permitindo o aborto em Washington, DC. No final de 1972, 13 estados tinham uma lei semelhante à do Colorado, enquanto o Mississippi permitia o aborto em apenas casos de estupro ou incesto, e Alabama e Massachusetts permitiam abortos apenas em casos em que a saúde física da mulher estivesse em perigo. Para obter abortos durante este período, as mulheres viajavam frequentemente de um estado onde o aborto era ilegal para outro onde era legal. A posição legal antes de Roe v. Wade era que o aborto era ilegal em 30 estados e legal sob certas circunstâncias em 20 estados.
No final da década de 1960, várias organizações foram formadas para mobilizar opiniões tanto contra como a favor da legalização do aborto. Em 1966, a Conferência Nacional dos Bispos Católicos designou o Monsenhor James T. McHugh para documentar os esforços para reformar as leis sobre o aborto, e grupos anti-aborto começaram a se formar em vários estados em 1967. Em 1968, McHugh liderou um grupo consultivo que se tornou o Direito Nacional de Comitê de Vida. O precursor do NARAL Pro-Choice America foi formado em 1969 para se opor às restrições ao aborto e expandir o acesso ao aborto. Após Roe v. Wade, no final de 1973, NARAL tornou-se a Liga Nacional de Ação pelos Direitos do Aborto.

### Roe v. Wade

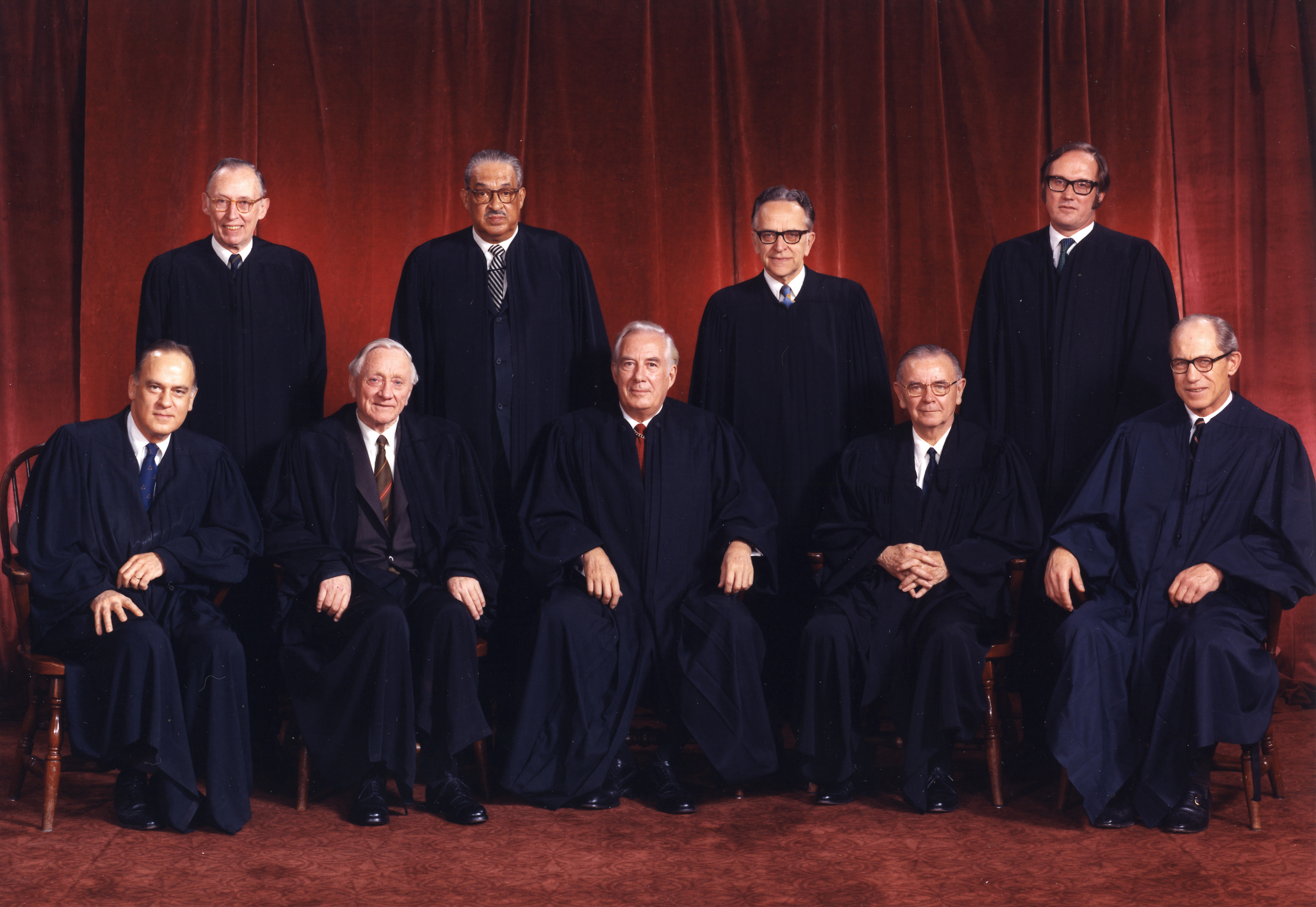
A composição da Suprema Corte dos Estados Unidos em 1973: Da esquerda para a direita, sentados: Potter Stewart, William O. Douglas, Warren E. Burger (presidente da corte), William Brennan e Byron White. Em pé: Lewis F. Powell, Thurgood Marshall, Harry Blackmun e William Rehnquist.

Antes de Roe v. Wade, 30 estados proibiam o aborto sem exceção, 16 estados proibiam o aborto exceto em certas circunstâncias especiais (por exemplo, estupro, incesto e ameaça à saúde da mãe), 3 estados permitiam que os residentes fizessem abortos e Nova York permitia abortos em geral. No início daquele ano, em 22 de janeiro de 1973, a Suprema Corte dos EUA no caso Roe v. Wade invalidou todas essas leis e estabeleceu diretrizes para a disponibilidade do aborto. A decisão devolveu o aborto ao seu status liberalizado anterior a 1820. Roe estabeleceu que o direito à privacidade de uma mulher para obter um aborto "deve ser considerado contra importantes interesses do Estado na regulamentação". Roe também estabeleceu uma estrutura de trimestre, definindo o limite para o interesse do estado como o final do primeiro trimestre de gravidez (12 semanas), de modo que os estados foram proibidos de proibir o aborto no primeiro trimestre, mas autorizados a impor restrições crescentes ou proibições definitivas mais tarde na gravidez.

Leis sobre o aborto nos EUA antes de Roe v. Wade
Totalmente ilegal (1 estado).
Legal em casos de risco à vida da mulher (29 estados).
Legal em casos de estupro (1 estado).
Legal em casos de risco à saúde da mulher (2 estados).
Legal em casos de risco à saúde da mulher, estupro ou incesto, ou feto provavelmente danificado (12 estados).
Legal a pedido (5 estados).

Ao decidir Roe v. Wade, o Tribunal decidiu que uma lei do Texas que proibia o aborto, exceto quando necessário para salvar a vida da mãe, era inconstitucional. O Tribunal chegou à sua decisão concluindo que a questão do aborto e dos direitos ao aborto se enquadra no direito à privacidade nos Estados Unidos (por exemplo, direito federal protegido constitucionalmente), no sentido do direito de uma pessoa a não ser invadida pelo estado. Na sua opinião, listou vários casos marcantes em que o tribunal já havia considerado o direito à privacidade implícito na Constituição. O Tribunal não reconheceu o direito ao aborto em todos os casos, dizendo: "A regulamentação estatal que protege a vida fetal após a viabilidade tem, portanto, justificações lógicas e biológicas. Se o Estado estiver interessado em proteger a vida fetal após a viabilidade, pode ir tão longe como proibir o aborto durante esse período, exceto quando for necessário para preservar a vida ou a saúde da mãe”.
O Tribunal considerou que existia um direito à privacidade e incluía o direito de fazer um aborto. O tribunal concluiu que a mãe tinha direito ao aborto até a viabilidade, ponto a ser determinado pelo médico abortista. Após a viabilidade, uma mulher pode obter um aborto por razões de saúde, que o Tribunal definiu de forma ampla para incluir o bem-estar psicológico. Uma questão central no caso Roe e no debate mais amplo sobre o aborto em geral é se a vida humana ou a personalidade começa na concepção, no nascimento ou em algum ponto intermediário. O Tribunal recusou-se a tentar resolver esta questão, escrevendo: "Não precisamos resolver a difícil questão de quando a vida começa. Quando aqueles formados nas respectivas disciplinas de medicina, filosofia e teologia são incapazes de chegar a qualquer consenso, o o judiciário, neste ponto do desenvolvimento do conhecimento do homem, não está em posição de especular sobre a resposta." Em vez disso, optou por salientar que, historicamente, ao abrigo do direito consuetudinário e dos estatutos ingleses e americanos, "os nascituros nunca foram reconhecidos... como pessoas em todo o sentido" e, portanto, os fetos não têm direito legal à protecção proporcionada por o direito à vida especificamente enumerado na Décima Quarta Emenda. Em vez de afirmar que a vida humana começa em qualquer ponto específico, o Tribunal declarou que o Estado tem um “interesse imperioso” em proteger a “vida potencial” no ponto de viabilidade.

#### Doe v. Bolton
Sob Roe v. Wade, os governos estaduais não podem proibir a interrupção tardia da gravidez quando "necessário para preservar a vida ou a saúde da mãe", mesmo que isso cause a morte de um feto viável. Esta regra foi esclarecida pela decisão judicial Doe v. Bolton de 1973, que especifica "que o julgamento médico pode ser exercido à luz de todos os fatores - físicos, emocionais, psicológicos, familiares e a idade da mulher - relevantes para o bem-estar do paciente”. É por meio desta disposição para a saúde mental da mãe que as mulheres nos EUA escolhem legalmente o aborto após a viabilidade, quando os exames revelam anormalidades que não causam a morte do bebê logo após o nascimento.

### Planned Parenthood v. Casey
No caso de Planned Parenthood v. Casey, de 1992, o Tribunal abandonou a estrita estrutura trimestral de Roe, mas manteve a sua posição central de que as mulheres têm o direito de optar por fazer um aborto antes da viabilidade. Roe sustentou que as leis que regulam o aborto devem ser sujeitas a um "exame rigoroso" - o teste tradicional da Suprema Corte para imposições sobre direitos constitucionais fundamentais. Em vez disso, Casey adotou o padrão de carga indevida e mais baixo para avaliar as restrições estaduais ao aborto, mas enfatizou novamente o direito ao aborto como baseado no sentido geral de liberdade e privacidade protegida pela constituição: "Proteção constitucional da decisão da mulher de rescindir sua gravidez deriva da cláusula do devido processo da Décima Quarta Emenda. Ela declara que nenhum estado deverá "privar qualquer pessoa da vida, liberdade ou propriedade, sem o devido processo legal. A palavra controladora nos casos anteriores é 'liberdade'".
A Suprema Corte continua a tomar decisões sobre este assunto. Em 18 de abril de 2007, emitiu uma decisão no caso Gonzales v. Carhart, envolvendo uma lei federal intitulada Partial-Birth Abortion Ban Act [en] de 2003, que o presidente George W. Bush havia sancionado. A lei proibiu a D&E intactas, que os oponentes do direito ao aborto chamam de "aborto por nascimento parcial", e estipulou que qualquer pessoa que violasse a lei receberia pena de prisão de até 2,5 anos. A Suprema Corte manteve a proibição de 2003 por uma estreita maioria de 5–4, marcando a primeira vez que a Corte permitiu a proibição de qualquer tipo de aborto desde 1973. A opinião, que veio do juiz Anthony Kennedy, foi acompanhada pelos juízes Antonin Scalia, Clarence Thomas e os dois nomeados recentemente, Samuel Alito e o Chefe de Justiça John Roberts.
No caso Whole Woman's Health v. Hellerstedt, a Suprema Corte, em uma decisão de 5 a 3 em 27 de junho de 2016, eliminou formas de restrições estaduais sobre o funcionamento das clínicas de aborto. A legislatura do Texas promulgou em 2013 restrições à prestação de serviços de aborto que, segundo seus oponentes, criaram um fardo indevido para as mulheres que buscam um aborto, exigindo que os médicos abortistas tivessem "privilégios de admissão" difíceis de obter em um hospital local e exigindo que as clínicas tenham instalações hospitalares dispendiosas. A Corte apoiou este argumento e eliminou estas duas disposições "facemente" da lei em questão - isto é, as próprias palavras das disposições eram inválidas, independentemente de como pudessem ser aplicadas em qualquer situação prática. De acordo com a Suprema Corte, a tarefa de julgar se uma lei impõe um peso inconstitucional ao direito da mulher ao aborto cabe aos tribunais, e não às legislaturas.
A Suprema Corte decidiu de forma semelhante em June Medical Services, LLC v. Russo em 29 de junho de 2020, em uma decisão de 5–4 que uma lei estadual da Louisiana, inspirada na lei do Texas no centro da Saúde da Mulher Inteira, era inconstitucional. Tal como a lei do Texas, a lei da Louisiana exigia certas medidas para as clínicas de aborto que, se tivessem entrado em vigor, teriam fechado cinco das seis clínicas do estado. O caso na Louisiana foi suspenso enquanto se aguarda o resultado do Whole Woman's Health e foi julgado novamente com base na decisão da Suprema Corte. Embora o Tribunal Distrital tenha considerado a lei inconstitucional, o Quinto Circuito concluiu que, ao contrário da lei do Texas, o peso da lei da Louisiana passou nos testes descritos em Whole Woman's Health e, portanto, a lei era constitucional. A Suprema Corte emitiu uma ordem para suspender a aplicação da lei enquanto se aguarda uma revisão mais aprofundada e concordou em ouvir o caso na íntegra em outubro de 2019. Foi o primeiro caso relacionado com o aborto a ser ouvido pelos nomeados pelo Presidente Donald Trump para a Corte, Neil Gorsuch e Brett Kavanaugh. A Suprema Corte considerou a lei da Louisiana inconstitucional pelas mesmas razões que a do Texas, revertendo o Quinto Circuito. A decisão foi apoiada pelo presidente do tribunal, John Roberts, que discordou da Whole Woman's Health, mas juntou-se à decisão para defender o respeito do tribunal pela decisão anterior nesse caso.

### Dobbs v. Organização de Saúde Feminina de Jackson

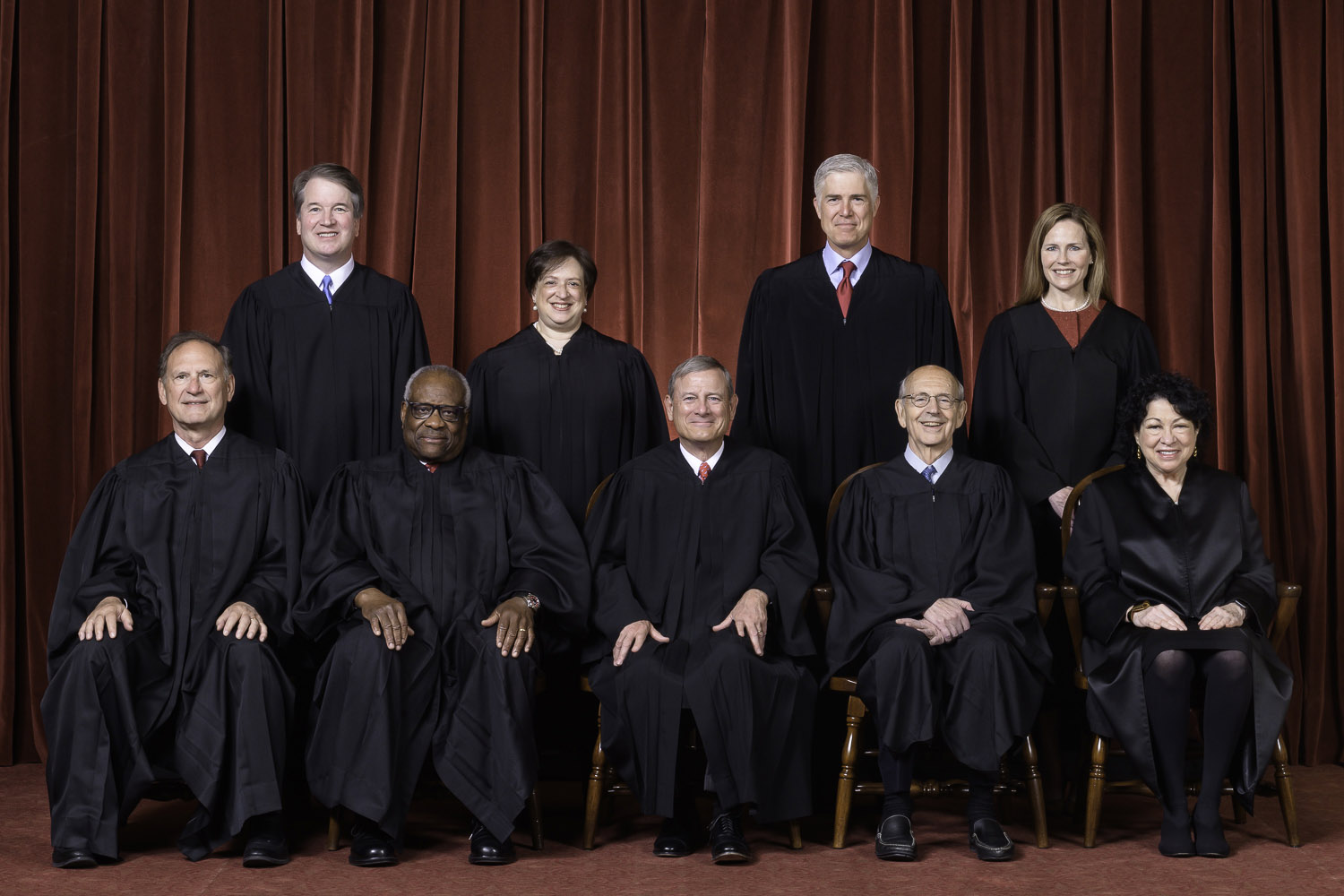
A composição da Suprema Corte na época do caso Dobbs: Primeira fila, da esquerda para a direita: Samuel Alito, Clarence Thomas, John G. Roberts, Jr., Stephen G. Breyer, Sonia Sotomayor. Segunda fila, da esquerda para a direita: Brett M. Kavanaugh, Elena Kagan, Neil M. Gorsuch, Amy Coney Barrett.

A Suprema Corte concedeu certiorari a Dobbs v. Jackson Women's Health Organization em maio de 2021, um caso que desafia o impacto de Roe v. Wade no bloqueio da aplicação de uma lei do Mississippi de 2018 (a Lei da Idade Gestacional) que proibiu qualquer aborto após o primeiro 15 semanas. Os argumentos orais a Dobbs foram realizados em dezembro de 2021, e uma decisão era esperada até o final do mandato da Suprema Corte de 2021–22. Em 1º de setembro de 2021, o Texas aprovou o Texas Heartbeat Act [en], uma das leis de aborto mais restritivas do país, proibindo a maioria dos procedimentos após seis semanas. Em 2 de maio de 2022, um projeto de opinião majoritária vazado para Dobbs, escrito por Samuel Alito, definido para derrubar Roe, foi relatado pelo Politico.
Em 24 de junho de 2022, a Suprema Corte rejeitou Roe e Planned Parenthood v. Casey no caso Dobbs com base em argumentos originalistas de que o direito ao aborto não pode ser encontrado na Constituição dos EUA. John Roberts, o Chefe de Justiça dos Estados Unidos, concordou com a decisão de manter a lei em questão como constitucional, por 6 votos a 3, e não apoiou a anulação de Roe e Casey. Isso permitiu leis desencadeadoras, que foram aprovadas em 13 estados, para proibir efetivamente o aborto nesses estados.
Iniciativas relacionadas ao aborto foram votadas em 2022 em seis estados, o maior número em um único ano. A Proposta 1 da Califórnia de 2022, a Proposta 3 de Michigan de 2022 e a Proposta 5 de Vermont de 2022 consagraram o direito ao aborto nas constituições estaduais, enquanto o referendo sobre o aborto no Kansas de 2022, a Emenda 2 do Kentucky de 2022 e o Referendo Legislativo de Montana nº 131 rejeitaram as restrições ao aborto. Os eleitores em Ohio derrotaram a Edição 1 de Ohio de agosto de 2023 com a intenção de tornar as mudanças na constituição do estado mais difíceis, antes da Edição 1 de Ohio de novembro de 2023, que adicionou o direito ao aborto à constituição de Ohio.
As questões relacionadas ao aborto permaneceram um tópico crítico que levou às eleições de 2024 nos Estados Unidos, incluindo a eleição presidencial, o referendo sobre o aborto em Maryland em 2024 e a Emenda 4 da Flórida em 2024. FDA v. Alliance for Hippocratic Medicine questionou a aprovação e as regras da Food and Drug Administration (FDA) dos Estados Unidos em torno do mifepristona, depois que tribunais inferiores consideraram a aprovação do FDA ilegal. No Arizona, a Suprema Corte estadual decidiu no caso Planned Parenthood Arizona v. Mayes que, em vez de uma proibição de 15 semanas ao aborto aprovada pelo estado em 2022, que o estado deveria seguir uma lei de 1902, com base em uma pré-ratificação Lei de 1864, que proibia quase qualquer aborto, exceto em caso de emergência médica, embora o governo estadual tenha revogado a lei de 1902 em maio de 2024 para permitir que a lei de 2022 tivesse precedência. Alguns republicanos, incluindo aliados do candidato presidencial Donald Trump, impulsionaram o Projecto 2025, um plano abrangente de reforma governamental que inclui a proibição do aborto a nível federal, bem como o acesso a medicamentos para aborto médico. Os democratas usaram a resistência contra essas metas antiaborto republicanas e conservadoras como um ponto de campanha para as eleições.

## Viajar para o México

Estados:
Ilegal, mas os provedores não são processados.
Legal durante as primeiras 12 semanas de LMP (primeiras 9 semanas de gravidez).

Na sequência das proibições e restrições estaduais ao aborto nos Estados Unidos, os americanos começaram a viajar para o México para fazer abortos, e o México manifestou a vontade de ajudar.
Pelo menos em parte devido a uma decisão unânime do Supremo Tribunal de Justiça da Nação de 2021 de que as penas para o aborto violam os direitos das mulheres, os prestadores de serviços de aborto não são processados, mesmo em estados onde o aborto permanece ilegal ao abrigo da lei estadual; há também isenções legais para estupro e razões médicas, e não é necessário um boletim de ocorrência para uma isenção de estupro. Os provedores tratam abertamente os viajantes americanos em vários estados onde o aborto permanece tecnicamente ilegal, como Nuevo Leon, vizinho do Texas. Seguindo a decisão da Suprema Corte, o aborto está sendo gradualmente legalizado em nível estadual e, a partir de 2022, é legal durante o primeiro trimestre (antes da 13ª semana após a implantação) em onze estados e na Cidade do México. Em mais dois estados, o aborto é legal por razões económicas se uma mulher já tiver 3 filhos; isto ocorre durante o primeiro trimestre para um (Michoacán) e sem limite definido para o outro (Yucatán).

## Aborto medicamentoso
O aborto médico via mifepristona e misoprostol foi aprovado para aborto nos Estados Unidos pela FDA em setembro de 2000. Em 2007, era legal e estava disponível em todos os 50 estados, Washington, DC, Guam e Porto Rico. Era um medicamento prescrito e exigia que só pudesse ser distribuído ao público por meio de médicos licenciados especialmente qualificados.
Em plena pandemia de COVID-19, em 16 de dezembro de 2021, diante das dificuldades de acesso aos serviços de saúde presenciais, o FDA aprovou a distribuição de mifepristona por correio. Nos estados onde o aborto é proibido ou restrito, as mulheres podem obter comprimidos encomendando-os em farmácias on-line no exterior, comprando em farmácias no México, em serviços como o Aid Access, ou através de uma rede de fronteira entre os EUA e o México. organizações que incluem Red Necesito Abortar, Las Libres e Marea Verde.
Em janeiro de 2023, o Departamento de Justiça dos EUA declarou que o envio de pílulas para aborto medicamentoso pelo USPS, mesmo em estados onde os serviços de aborto são restritos, não viola a lei federal. Em 2023, o acesso online a medicamentos para aborto por correio entregue pelos Correios dos EUA está atualmente disponível para cidadãos de todos os estados.
À luz da decisão de Dobbs, a Alliance Defending Freedom lançou uma ação judicial em novembro de 2022 no Distrito Norte do Texas sob o comando do juiz Matthew J. Kacsmaryk para tentar anular a aprovação original do mifepristona pelo FDA. A Aliança argumentou que a FDA ignorou alguns estudos que mostraram que o medicamento tinha efeitos colaterais prejudiciais, enquanto a atual administração federal sob Joe Biden, os fabricantes dos medicamentos e vários médicos atestavam a segurança dos medicamentos e a falta de legitimidade no caso do demandante. Apesar disso, o juiz Kacsmaryk decidiu pela Aliança em 7 de abril de 2023, revertendo a aprovação do FDA e proibindo o mifepristona nos Estados Unidos após sete dias. Um juiz distrital em um processo separado, Thomas O. Rice, do Distrito Leste de Washington, decidiu que a FDA não deveria reverter o acesso ao mifepristona em 16 estados. A decisão de Kacsmaryk foi parcialmente revertida por um painel do Tribunal de Apelações do Quinto Circuito, deixando o mifepristona no mercado, mas revertendo os esforços feitos pela FDA para liberalizar seu uso ao longo de sete anos. Espera-se que o caso seja julgado pelo Supremo Tribunal. Mifepristone é usado para aborto na décima semana de gravidez. Com o facto relatado pelo Guttmacher Institute, de que mais de metade dos abortos nos EUA são feitos com drogas, a decisão do juiz terá fortes consequências.

## Status Legal

### Legislação Federal
Além das limitações relativas ao aborto no contexto de financiamento federal, atualmente existe pouca, se houver alguma, legislação federal que proteja ou penalize o aborto nos Estados Unidos. O Partial-Birth Abortion Ban Act de 2003 (codificado em 18 U.S.C. § 1531), o Freedom of Access to Clinic Entrances Act [en] de 1994 (codificado em 18 U.S.C. § 248) e o Comstock Act de 1873 (codificado em 18 U.S.C. §§ 552, 1461, 1462 e 1463) são algumas das poucas leis federais existentes que fornecem disposições criminais substanciais, seja protegendo ou penalizando o aborto. As disposições no Partial-Birth Abortion Ban Act e no Freedom of Access to Clinic Entrances Act cobrem atividades que afetam o comércio interestadual ou estrangeiro, enquanto as disposições do Comstock Act cobrem atividades usando o correio ou sistema postal. O Comstock Act é particularmente punitivo, pois uma violação é considerada uma ofensa antecedente para fins do Racketeer Influenced and Corrupt Organizations Act [en] (RICO).
Desde 1995, liderados pelos republicanos do Congresso, a Câmara dos Representantes e o Senado dos EUA tentaram várias vezes aprovar medidas proibindo o procedimento de dilatação e extração intacta, comumente conhecido como aborto por nascimento parcial. Tais medidas foram aprovadas duas vezes por amplas margens, mas o presidente Bill Clinton vetou esses projetos de lei em abril de 1996 e outubro de 1997, alegando que não incluíam exceções para a saúde. Os defensores do projeto de lei no Congresso argumentam que uma exceção para a saúde tornaria o projeto inexequível, já que a decisão Doe v. Bolton definiu "saúde" em termos vagos, justificando qualquer motivo para a obtenção de um aborto. O Congresso foi malsucedido em tentativas subsequentes de derrubar os vetos.
O Born-Alive Infants Protection Act [en] (BAIPA) foi promulgado em 5 de agosto de 2002, por um Ato do Congresso e assinado em lei por George W. Bush. Ele afirma os direitos humanos dos bebês nascidos após uma tentativa fracassada de induzir o aborto. Um "bebê nascido vivo" é especificado como uma "pessoa, ser humano, criança, indivíduo". "Nascido vivo" é definido como a expulsão completa de um bebê em qualquer estágio de desenvolvimento que tenha batimento cardíaco, pulsação do cordão umbilical, respiração ou movimento muscular voluntário, independentemente de o cordão umbilical ter sido cortado ou se a expulsão do bebê foi natural, trabalho de parto induzido, cesariana ou aborto induzido. O Born-Alive Abortion Survivors Protection Act [en] é uma proposta de legislação que resultaria em penalidades criminais para qualquer profissional que negue cuidados a um bebê nascido vivo.
Em 2 de outubro de 2003, com uma votação de 281–142, a Câmara aprovou o Partial-Birth Abortion Ban Act para banir a dilatação e extração intacta, com uma isenção em casos de ameaças fatais à mulher. Através desta legislação, um médico poderia enfrentar até dois anos de prisão e processos civis por realizar tal procedimento. Uma mulher que se submetesse ao procedimento não poderia ser processada sob a medida. Em 21 de outubro de 2003, o Senado dos EUA aprovou o projeto de lei por uma votação de 64–34, com vários democratas apoiando. O projeto foi assinado pelo presidente George W. Bush em 5 de novembro de 2003, mas um juiz federal bloqueou sua aplicação em vários estados apenas algumas horas depois de se tornar lei pública. A Suprema Corte manteve a proibição nacional do procedimento no caso Gonzales v. Carhart em 18 de abril de 2007, sinalizando uma mudança substancial na abordagem da Corte em relação à lei do aborto. A decisão de 5–4 afirmou que o Partial-Birth Abortion Ban Act não conflita com decisões anteriores sobre aborto.
A interpretação judicial da Constituição dos EUA em relação ao aborto, seguindo a decisão histórica da Suprema Corte dos Estados Unidos em Roe v. Wade em 1973 e decisões subsequentes, é que o aborto é legal, mas pode ser restringido pelos estados em graus variados. Os estados aprovaram leis para restringir abortos tardios, exigir notificação dos pais para menores e obrigar a divulgação de informações sobre os riscos do aborto para os pacientes antes do procedimento.
O relatório oficial do Comitê Judiciário do Senado dos EUA, emitido em 1983 após extensas audiências sobre a Emenda de Vida Humana (proposta pelos senadores Orrin Hatch e Thomas Eagleton), declarou: "Assim, o [Comitê Judiciário] observa que não existem hoje nos Estados Unidos barreiras legais significativas de qualquer tipo para uma mãe obter um aborto por qualquer motivo durante qualquer estágio de sua gravidez".
Um aspecto do regime legal de aborto atualmente em vigor tem sido determinar quando o feto é "viável" fora do útero como uma medida de quando a "vida" do feto é própria (e, portanto, sujeita a ser protegida pelo estado). Na opinião majoritária entregue pelo tribunal em Roe v. Wade, a viabilidade foi definida como "potencialmente capaz de viver fora do útero da mãe, embora com ajuda artificial. A viabilidade é geralmente colocada em cerca de sete meses (28 semanas), mas pode ocorrer antes, até mesmo em 24 semanas". Quando o tribunal decidiu em 1973, a tecnologia médica da época sugeria que a viabilidade poderia ocorrer já em 24 semanas. Avanços ao longo das últimas três décadas permitem a sobrevivência de alguns bebês nascidos com 22 semanas.
A partir de 2006, a criança mais jovem a sobreviver a um nascimento prematuro nos Estados Unidos foi uma menina nascida no Kapiolani Medical Center em Honolulu, Havaí, com 21 semanas e 3 dias de gestação. Devido à divisão entre a lei federal e estadual, o acesso legal ao aborto continua a variar de estado para estado. A disponibilidade geográfica varia drasticamente, com 87% dos condados dos EUA não tendo nenhum provedor de aborto. Além disso, devido à Emenda Hyde, muitos programas estaduais de Medicaid não cobrem abortos; a partir de 2022, 17 estados, incluindo Califórnia, Illinois e Nova York, oferecem ou exigem tal cobertura.
A legalidade do aborto é frequentemente uma questão importante nas batalhas de nomeação para a Suprema Corte dos EUA. Os indicados geralmente permanecem em silêncio sobre o assunto durante suas audiências, pois a questão pode chegar até eles como juízes.
O Unborn Victims of Violence Act [en], comumente conhecido como Lei de Laci e Conner, foi aprovado pelo Congresso e assinado em lei pelo presidente Bush em 1º de abril de 2004, permitindo que duas acusações sejam apresentadas contra alguém que mata uma mãe grávida (uma para a mãe e outra para o feto). Ele proíbe especificamente acusações contra a mãe e/ou médico relacionadas a procedimentos de aborto. No entanto, gerou muita controvérsia entre os defensores dos direitos ao aborto, que o veem como um passo potencial na direção da proibição do aborto.
Em 2021, o Women's Health Protection Act [en], que codificaria os direitos ao aborto em lei federal, foi introduzido por Judy Chu. O projeto foi aprovado na Câmara dos Representantes dos EUA, mas foi rejeitado pelo Senado dos EUA.
Após a decisão Dobbs, Merrick Garland, o Procurador-Geral dos EUA, afirmou que, sob a lei federal, os estados não têm o direito de restringir o acesso a pílulas de aborto aprovadas pela FDA, mas a Louisiana aprovou uma lei para proibir o envio delas pelo correio. Especialistas legais citaram como um precedente potencialmente persuasivo a decisão distrital de 2014 em Zogenix v. Patrick, na qual o tribunal decidiu que, sob a doutrina de preempção federal, Massachusetts não poderia proibir o opioide Zohydro porque ele havia sido aprovado pela FDA.
Em 13 de setembro de 2022, o senador republicano Lindsey Graham, que anteriormente havia declarado que o aborto deveria ser deixado a cargo de cada estado, introduziu uma legislação que proibiria o aborto em todo o país após 15 semanas de gravidez, com exceções para estupro, incesto e a vida da paciente, chamada de Protecting Pain-Capable Unborn Children from Late-Term Abortions Act. Esta lei exigiria que os estados proibissem o aborto após 15 semanas, mas não exigiria que estados com proibições mais rigorosas permitissem até esse ponto. Apesar da visão de que "alinha os Estados Unidos com outras nações desenvolvidas", deixa de fora o fato de que nenhuma dessas nações proíbe o aborto. Graham havia introduzido anteriormente o Pain-Capable Unborn Child Protection Act [en], que estabelecia o período em 20 semanas.

### Penalidades por Estado
Atualmente, 13 estados possuem penalidades criminais para a realização de abortos, independentemente da idade gestacional. As penalidades nos estados que tornaram o aborto ilegal variam, conforme descrito abaixo.
Este gráfico lista apenas as penalidades autorizadas especificamente pelas leis estaduais que explicitamente restringem (ou proíbem) abortos. O gráfico não aborda o risco de ser processado por violar qualquer outra lei devido ao aborto. A jurisprudência em torno dessa questão – se leis como "leis de personhood fetal" ou leis originalmente destinadas a proteger mulheres grávidas e suas gestações de agressores externos podem agora também ser usadas para processar mulheres que obtêm abortos ou que terminam suas próprias gestações, deliberadamente ou não – é instável, variável e, em alguns estados, pouco clara. Estados com penalidades criminais bloqueadas por um tribunal, que ainda não entraram em vigor ou não são aplicadas são denotados por um fundo cinza.
| Estado        | Sentença | Sentença |
| Estado        | Provedores de aborto | Pacientes fazendo aborto |
| ------------- | --- | --- |
| Alabama       | Realizar um aborto é um crime de Classe A punível com pena de prisão de pelo menos 10 anos até 99 anos ou prisão perpétua. A tentativa de aborto é um crime de Classe C punível com pena de prisão de pelo menos 1 ano e 1 dia até 10 anos. | Não autorizado pela proibição estadual do aborto. |
| Arizona       | A prática ou tentativa de aborto é punível com pena de prisão mínima de 2 anos e máxima de 5 anos. | A prática ou tentativa de aborto é punível com pena de prisão mínima de 2 anos e máxima de 5 anos.                                                                                       |
| Arkansas      | Realizar ou tentar realizar um aborto é um crime não classificado, punível com pena de prisão não superior a 10 anos e/ou multa máxima de US$ 100.000. | Não autorizado pela proibição estadual do aborto. |
| Idaho         | Realizar um aborto é crime punível com pena de prisão não inferior a 2 e não superior a 5 anos e/ou multa máxima de US$ 5.000. | A interrupção proposital de uma gravidez que não seja por nascimento vivo é um crime punível com pena de prisão não inferior a 1 e não superior a 5 anos e/ou multa máxima de US$ 5.000. |
| Indiana       | Realizar um aborto ilegal é um crime de nível 5, punível com prisão de 1 a 6 anos e/ou multa de até US$ 10.000. | Não autorizado pela proibição estadual do aborto. |
| Kentucky      | A cessação intencional da vida de um ser humano em gestação é um crime de classe D punível com pena de prisão não inferior a 1 e não superior a 5 anos. | Não autorizado pela proibição estadual do aborto. |
| Louisiana     | Cometer um aborto é punível com pena de prisão não inferior a um ano e não superior a dez anos e/ou multa não inferior a US$ 10.000 ou superior a US$ 100.000. | Não autorizado pela proibição estadual do aborto. |
| Mississippi   | A prática ou tentativa de aborto é punível com pena de prisão não inferior a 1 ano e não superior a 10 anos. | Não autorizado pela proibição estadual do aborto. |
| Missouri      | Realizar um aborto é um crime de classe B punível com pena de prisão de pelo menos cinco anos e não mais de quinze anos. | Não autorizado pela proibição estadual do aborto. |
| North Dakota  | Realizar um aborto é um crime de classe C punível com pena de prisão até cinco anos e/ou multa de US$ 10.000. | Não autorizado pela proibição estadual do aborto. |
| Oklahoma      | Realizar ou tentar realizar um aborto é crime punível com pena de prisão não superior a dez anos e/ou multa máxima de US$ 100.000. | Não autorizado pela proibição estadual do aborto. |
| South Dakota  | A obtenção de aborto é um crime de classe 6 punível com até dois anos de prisão e/ou multa de US$ 4.000. | A obtenção de aborto é um crime de classe 6 punível com até dois anos de prisão e/ou multa de US$ 4.000.                                                                                 |
| Tennessee     | Realizar ou tentar realizar um aborto é um crime de classe C punível com pena de prisão não inferior a 3 anos e não superior a 15 anos. | Não autorizado pela proibição estadual do aborto. |
| Texas         | Realizar ou tentar realizar um aborto é crime de primeiro grau se um feto ("um membro vivo individual da espécie Homo sapiens desde a fertilização até o nascimento, incluindo todos os estágios de desenvolvimento embrionário e fetal") morrer como resultado do crime punível com pena de prisão não inferior a 5 anos e não superior a 99 anos e multa máxima de $ 10.000; ou um crime de segundo grau punível com pena de prisão não inferior a 2 anos e não superior a 20 anos e multa máxima de US$ 10.000. | Não autorizado pela proibição estadual do aborto. |
| Utah          | Matar um nascituro (não definido no estatuto) é um crime de segundo grau punível com pena de prisão não inferior a 1 e não superior a 15 anos. | Matar um nascituro (não definido no estatuto) é um crime de segundo grau punível com pena de prisão não inferior a 1 e não superior a 15 anos.                                           |
| West Virginia | A prática de aborto ilegal é crime punível com pena de prisão mínima de 3 anos e máxima de 10 anos. | Não autorizado pela proibição estadual do aborto. |
| Wisconsin     | Realizar um aborto é um crime de classe H punível com pena de prisão máxima de 6 anos e/ou multa de US$ 10.000. | Não autorizado pela proibição estadual do aborto. |
| Wyoming       | A violação das restrições ao aborto é um crime punível com pena de prisão não superior a 14 anos. | A violação das restrições ao aborto é um crime punível com pena de prisão não superior a 14 anos.                                                                                        |

### Situação Legal estado por estado

Estados onde o direito ao aborto é protegido, seja por meio de lei estadual, decisão da suprema corte estadual, ou ambos:
Acesso ao aborto protegido por lei estadual
Acesso ao aborto protegido pela Constituição estadual
Acesso ao aborto protegido tanto por lei estadual quanto pela Constituição estadual
Sem proteções em nível estadual
Acesso ao aborto restrito pela Constituição estadual

Leis de período de espera obrigatório nos EUA:
Sem período de espera obrigatório.
Lei de período de espera atualmente suspensa judicialmente.
Período de espera de 18 horas.
Período de espera de 24 horas.
Período de espera de 48 horas.
Período de espera de 72 horas.
Sem aborto eletivo

Antes de 2022, o aborto era legal em todos os estados dos EUA, e cada estado possuía pelo menos uma clínica de aborto. O aborto é uma questão política controversa, e tentativas regulares de restringi-lo ocorrem na maioria dos estados. Dois desses casos, originários do Texas e da Louisiana, levaram aos casos da Suprema Corte Whole Woman's Health v. Hellerstedt (2016) e June Medical Services, LLC v. Russo (2020), nos quais várias restrições do Texas e da Louisiana foram derrubadas.
A questão dos menores e do aborto é regulamentada em nível estadual, e 37 estados exigem algum envolvimento dos pais, seja na forma de consentimento ou notificação parental. Em certas situações, as restrições parentais podem ser anuladas por um tribunal. Períodos de espera obrigatórios, ultrassons obrigatórios e aconselhamento guiado são regulamentações comuns sobre o aborto. As leis sobre aborto são geralmente mais rigorosas nos estados conservadores do Sul do que em outras partes do país.
Em 2019, Nova York aprovou a Reproductive Health Act [en] (RHA), que revogou uma disposição anterior à decisão Roe que proibia abortos no terceiro trimestre, exceto em casos em que a continuação da gravidez colocasse em risco a vida da mulher grávida.
O aborto nas Ilhas Marianas do Norte, um território dos EUA, é ilegal.
Os republicanos da Câmara dos Representantes do Alabama aprovaram uma lei em 30 de abril de 2019, que criminalizará a maioria dos abortos se entrar em vigor. Apelidada de Human Life Protection Act [en], ela oferece apenas duas exceções: risco grave à saúde da mãe ou uma anomalia fetal letal. Emendas que adicionariam casos de estupro ou incesto à lista de exceções foram rejeitadas. A lei também tornará o procedimento um crime de Classe A. Vinte e cinco senadores do Alabama votaram para aprovar a lei em 13 de maio. No dia seguinte, a governadora do Alabama, Kay Ivey, assinou o projeto de lei, principalmente como um gesto simbólico na esperança de desafiar Roe v. Wade na Suprema Corte.
Desde que o Alabama introduziu a primeira legislação moderna antiaborto em abril de 2019, outros cinco estados também adotaram leis sobre aborto, incluindo Mississippi, Kentucky, Ohio, Geórgia e, mais recentemente, Louisiana em 30 de maio de 2019.
Em maio de 2019, a Suprema Corte dos EUA manteve uma lei do estado de Indiana que exige que fetos abortados sejam enterrados ou cremados. Em um caso de dezembro de 2019, o tribunal recusou-se a revisar a decisão de um tribunal inferior que manteve uma lei de Kentucky exigindo que os médicos realizassem ultrassons e mostrassem imagens fetais aos pacientes antes dos abortos.
Em 29 de junho de 2020, as decisões anteriores da Suprema Corte que proibiam restrições ao aborto pareceram ser mantidas quando a Suprema Corte dos EUA derrubou a lei antiaborto da Louisiana. Após a decisão, a legalidade das leis que restringem o aborto em estados como Ohio foi questionada. Também foi observado que o Presidente da Suprema Corte, John Roberts, que concordou que a lei antiaborto da Louisiana era inconstitucional, havia anteriormente votado para manter uma lei semelhante no Texas, que foi derrubada pela Suprema Corte dos EUA em 2016.
Em maio de 2021, os legisladores do Texas aprovaram o Heartbeat Act do Texas, proibindo abortos assim que a atividade cardíaca puder ser detectada, normalmente tão cedo quanto seis semanas de gravidez, e muitas vezes antes que as mulheres saibam que estão grávidas devido à duração do ciclo menstrual (que geralmente dura uma média de quatro semanas e, em alguns casos, pode ser irregular). Para evitar desafios constitucionais tradicionais baseados em Roe v. Wade, a lei estipula que qualquer pessoa, com ou sem interesse direto, pode processar qualquer um que realize ou induza um aborto em violação do estatuto, bem como qualquer pessoa que "ajude ou incentive a realização ou indução de um aborto, incluindo pagar ou reembolsar os custos de um aborto por meio de seguro ou de outra forma". A lei foi contestada nos tribunais, embora ainda não tenha tido uma audiência formal completa quando sua data de promulgação em 1º de setembro de 2021 chegou. Os autores pediram uma ordem da Suprema Corte dos EUA para impedir que a lei entrasse em vigor, mas o tribunal emitiu uma negação da ordem no final de 1º de setembro de 2021, permitindo que a lei permanecesse em vigor. Embora não assinada, o Presidente da Suprema Corte, John Roberts, e os juízes Stephen Breyer, Elena Kagan e Sonia Sotomayor escreveram opiniões dissidentes afirmando que teriam concedido uma liminar sobre a lei até uma revisão judicial adequada.
Em 9 de setembro de 2021, Merrick Garland, Procurador-Geral e chefe do Departamento de Justiça dos EUA, processou o Texas pelo Heartbeat Act com base no fato de que "a lei é inválida sob a Cláusula de Supremacia e a Décima Quarta Emenda da Constituição dos Estados Unidos, é preempta pela lei federal e viola a doutrina da imunidade intergovernamental". Garland observou ainda que o governo dos Estados Unidos tem "a obrigação de garantir que nenhum estado possa privar os indivíduos de seus direitos constitucionais". A queixa afirma que o Texas promulgou a lei "em aberta desobediência à Constituição". O alívio solicitado ao Tribunal Distrital dos EUA em Austin, Texas, inclui uma declaração de que a lei do Texas é inconstitucional e uma liminar contra atores estatais, bem como contra quaisquer indivíduos privados que possam intentar uma ação baseada na SB 8. A ideia de pedir a um tribunal federal para impor uma liminar a toda a população civil de um estado é sem precedentes e levantou preocupações.
O Colorado aprovou o Reproductive Health Equity Act em abril de 2022, que assegura os direitos ao aborto para todos os cidadãos do estado. Embora o projeto, conforme aprovado, mantenha o status quo para os direitos ao aborto, ele assegura que "cada indivíduo tem o direito fundamental de tomar decisões sobre a saúde reprodutiva do indivíduo, incluindo o direito fundamental de usar ou recusar contraceptivos; um indivíduo grávido tem o direito fundamental de continuar uma gravidez e dar à luz ou de fazer um aborto e tomar decisões sobre como exercer esse direito; e um óvulo fertilizado, embrião ou feto não tem direitos independentes ou derivados sob as leis do estado", independentemente das mudanças que possam ocorrer em nível federal.
Em 25 de maio de 2022, Oklahoma impôs uma proibição aos abortos eletivos depois que o governador de Oklahoma, Kevin Stitt, assinou o Projeto de Lei 4327. O projeto proíbe o aborto eletivo a partir da concepção. A lei também permite que cidadãos privados entrem com processos judiciais contra prestadores de serviços de aborto que conscientemente forneçam, realizem ou induzam abortos eletivos em uma mulher grávida. O aborto em casos de estupro, incesto ou gravidez de alto risco continua a ser permitido. Um processo foi imediatamente movido pela ACLU em oposição ao projeto de lei. No momento da promulgação, Oklahoma era o único estado dos EUA a ter aprovado um projeto de lei impondo tais restrições; a lei fez de Oklahoma o primeiro estado dos EUA a proibir procedimentos de aborto eletivo desde antes da decisão e implementação de Roe em 1973.
Após a Suprema Corte derrubar Roe em 24 de junho de 2022, Texas e Missouri imediatamente proibiram abortos, exceto se a gravidez fosse considerada particularmente perigosa para a vida.
Em 28 de janeiro de 2023, o Senado do estado de Minnesota aprovou um projeto de lei garantindo os direitos das mulheres ao aborto e outros cuidados reprodutivos, que foi assinado em lei em 31 de janeiro. O projeto proíbe que governos estaduais e locais tentem restringir o acesso à esterilização ou ao cuidado pré-natal, além de exigir compensação pelos custos de contracepção.
Em 2023, cinco mulheres abriram uma ação coletiva contra o estado do Texas depois de terem sido supostamente negados abortos em uma clínica no estado, apesar dos graves riscos para suas vidas. Quatro das mulheres viajaram para fora do estado para obter um aborto, enquanto a quinta só recebeu o aborto no Texas quando foi hospitalizada após o feto sofrer uma ruptura prematura de membranas. O caso argumenta que a lei do Texas, que permite o aborto se houver risco à saúde da mãe, é vaga demais e os médicos não realizam o aborto por medo de repercussões legais.

### Em resposta à pandemia de coronavírus
Em meio à pandemia de COVID-19, autoridades governamentais antiaborto em vários estados americanos promulgaram ou tentaram promulgar restrições ao aborto, caracterizando-o como um procedimento não essencial que poderia ser suspenso durante a emergência médica. As ordens levaram a vários desafios legais e críticas de grupos de direitos humanos e várias organizações médicas nacionais, incluindo a American Medical Association. Desafios legais em nome dos prestadores de serviços de aborto, muitos dos quais foram representados pela American Civil Liberties Union e pela Planned Parenthood, conseguiram interromper a maioria das ordens temporariamente.
Um dos desafios foi feito contra a regra da FDA sobre a distribuição de mifepristona (RU-486), um dos medicamentos de um regime de duas partes para induzir abortos. Desde 2000, ele está disponível apenas através de prestadores de saúde sob a regra da FDA. Devido à pandemia de COVID-19, o acesso à mifepristona foi uma preocupação, e o American College of Obstetricians and Gynecologists, juntamente com outros grupos, processou para que a regra fosse flexibilizada para permitir que as mulheres pudessem acessar a mifepristona em casa por meio de farmácias de pedido por correio ou varejo. Embora o Quarto Circuito tenha emitido uma liminar preliminar contra a regra da FDA que teria permitido uma distribuição mais ampla, a Suprema Corte ordenou, em uma decisão de 6 a 3 em janeiro de 2021, a suspensão da liminar, mantendo a regra da FDA.

### Cidades santuário
Desde 2019, o movimento antiaborto nos EUA [en] tem buscado declarações de "cidades santuário para os nascituros". Em junho de 2019, o conselho municipal de Waskom, Texas, votou para proibir o aborto na cidade, declarando Waskom uma "cidade santuário para os nascituros" (a primeira cidade a se designar assim), enquanto governos estaduais em outras partes dos Estados Unidos também estavam elaborando proibições ao aborto. Em julho de 2019, não havia nenhuma clínica de aborto na cidade. A ordenança de Waskom levou outras pequenas cidades no Texas e, a partir de abril de 2021, em Nebraska, a votar a favor de se tornarem "cidades santuário para os nascituros".
Em 6 de abril de 2021, Hayes Center, Nebraska, tornou-se a primeira cidade em Nebraska a proibir o aborto por ordenança local, declarando-se uma "cidade santuário para os nascituros". A cidade de Blue Hill, Nebraska, seguiu o exemplo e promulgou uma ordenança semelhante proibindo o aborto em 13 de abril de 2021. Em maio de 2021, Lubbock, Texas, com uma população de menos de 270.000 habitantes, votou para banir o aborto com a "ordenança de cidade santuário para os nascituros", tornando-se a maior cidade nos EUA a banir o aborto.
Movimentos a favor dos direitos ao aborto também têm impulsionado legislação similar em outras cidades.

## Financiamento do aborto

Cobertura do Medicaid para serviços de aborto medicamente necessário:
Medicaid cobre abortos medicamente necessários para mulheres de baixa renda por meio de legislação.
Medicaid cobre abortos medicamente necessários para mulheres de baixa renda por ordem judicial
Medicaid nega cobertura de aborto para mulheres de baixa renda exceto em casos de estupro, incesto, risco à vida ou à saúde, ou anomalia fetal grave
Medicaid nega cobertura de aborto para mulheres de baixa renda exceto em casos de estupro, incesto, risco à vida ou anomalia fetal grave
Medicaid nega cobertura de aborto para mulheres de baixa renda exceto em casos de estupro, incesto, ou risco à vida ou à saúde
Medicaid nega cobertura de aborto para mulheres de baixa renda exceto em casos de estupro, incesto, ou risco à vida.
Medicaid nega cobertura de aborto para mulheres de baixa renda exceto em casos de risco à vida

O debate sobre o aborto também se estendeu à questão de quem paga os custos médicos do procedimento, com alguns estados a utilizarem o mecanismo como forma de reduzir o número de abortos.
O custo de um aborto varia dependendo de fatores como localização, instalações, horário, tipo de procedimento e se há ou não seguro ou algum outro tipo de assistência financeira. Em 2022, o custo do aborto medicamentoso era de cerca de US$ 580 na Planned Parenthood, embora pudesse ser mais, até cerca de US$ 800, em outras instalações. Durante o primeiro trimestre, um aborto na clínica custava cerca de 800 dólares, embora muitas vezes menos; o custo médio na Planned Parenthood era de cerca de US$ 600. O procedimento do segundo trimestre variava dependendo do estágio da gravidez. A média variou de cerca de US$ 715 no início do segundo trimestre a US$ 1.500–2.000 no final do segundo trimestre. Uma variedade de recursos de organizações de apoio estão disponíveis para contribuir com os custos do procedimento, bem como com as despesas de viagem.

### Organizações de fundos para aborto
Diversas organizações oferecem apoio financeiro para pessoas que buscam o aborto, incluindo viagens e outras despesas. Access Reproductive Care–Southeast (ARC Southeast), a Brigid Alliance, a Midwest Access Coalition (MAC) e a Rede Nacional de Fundos para o Aborto são exemplos de tais grupos.

### Medicaid
A Emenda Hyde é uma disposição legislativa federal que proíbe o uso de fundos federais do Medicaid para pagar abortos, exceto estupro e incesto. A disposição, em várias formas, foi uma resposta a Roe v. Wade, e tem sido rotineiramente anexada a projetos de lei de dotações anuais desde 1976, e representou o primeiro grande sucesso legislativo do movimento pró-vida. A lei exige que os estados cubram os abortos ao abrigo do Medicaid em caso de violação, incesto e perigo de vida.

### Seguro privado
- Seis estados exigem cobertura em todos os planos privados: Califórnia, Illinois, Maine, Nova York, Oregon e Washington. (2021)[263]
- Nota: Os números a seguir são de 2008 e podem ter sofrido alterações desde então.
- 5 estados (ID, KY, MO, ND, OK) restringem a cobertura de seguros de serviços de aborto em planos privados: OK limita a cobertura a situações de perigo de vida, violação ou incesto; e os outros quatro estados limitam a cobertura a casos de risco de vida.
- 11 estados (CO, KY, MA, MS, NE, ND, OH, PA, RI, SC, VA) restringem a cobertura de aborto em planos de seguro para funcionários públicos, com CO e KY restringindo a cobertura de seguro de aborto em qualquer circunstância.
- As leis dos EUA também proíbem o financiamento federal de abortos para funcionários federais e seus dependentes, nativos americanos cobertos pelo Serviço de Saúde Indiano, militares e seus dependentes e mulheres com deficiência cobertas pelo Medicare.[264]

### Política da Cidade do México
Ao abrigo desta política, o financiamento federal dos EUA a ONG que promovem o aborto não é permitido. A política foi anunciada pela primeira vez pelo presidente Ronald Reagan em 1984. Foi rescindida por presidentes democratas e reinstaurada por presidentes republicanos. A política foi rescindida em 2021 pelo presidente Joe Biden.

## Requisitos de qualificação para provedores de aborto
Os requisitos de qualificação para a realização de abortos variam de estado para estado. Vermont permitiu que médicos assistentes fizessem alguns abortos no primeiro trimestre desde meados da década de 1970. Mais recentemente, vários estados alteraram os seus requisitos para prestadores de serviços de aborto, prevendo que o Supremo Tribunal anularia Roe v. Wade; agora que o tribunal o fez, mais estados estão a expandir a elegibilidade para realizar abortos. A partir de julho de 2022, Califórnia, Connecticut, Delaware, Havaí, Illinois, Maine, Maryland, Massachusetts, Montana, Nova Jersey, Nova York, Rhode Island, Virgínia e Washington permitem profissionais de nível médio, como enfermeiros, enfermeiras obstétricas e médicos assistentes, para fazer alguns abortos no primeiro trimestre. Em outros estados, não-médicos não estão autorizados a realizar abortos.

## Estatísticas
Dado que a notificação de abortos não é obrigatória, as estatísticas têm uma fiabilidade variável. Tanto os Centros de Controle de Doenças (CDC) quanto o Instituto Guttmacher compilam regularmente essas estatísticas.

### Número de abortos

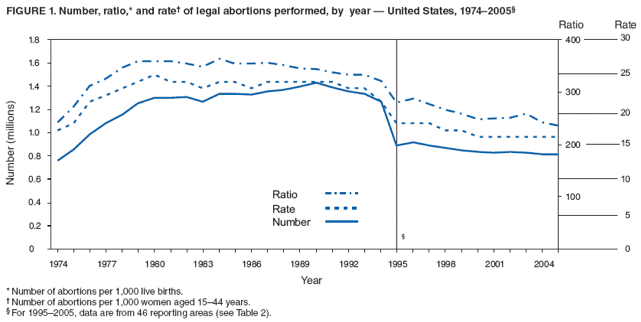

O número anual de abortos induzidos legalmente nos EUA duplicou entre 1973 e 1979, e atingiu o pico em 1990. Houve um declínio lento mas constante ao longo da década de 1990. No geral, o número de abortos anuais diminuiu 6% entre 2000 e 2009, com picos temporários em 2002 e 2006.
Em 2011, a taxa de aborto no país caiu para o seu ponto mais baixo desde que o Supremo Tribunal legalizou o procedimento. De acordo com um estudo realizado pelo Instituto Guttmacher, os métodos contraceptivos de longa ação tiveram um impacto significativo na redução de gravidezes indesejadas. Houve menos de 17 abortos para cada 1.000 mulheres em idade fértil. Isso representou uma redução de 13% em relação aos números de 2008 e um pouco superior à taxa de 1973, quando a decisão Roe v. Wade da Suprema Corte legalizou o aborto. O estudo indicou um declínio de longo prazo na taxa de aborto.
Em 2016, os Centros de Controle e Prevenção de Doenças (CDC) relataram 623.471 abortos, uma redução de 2% em relação aos 636.902 em 2015.

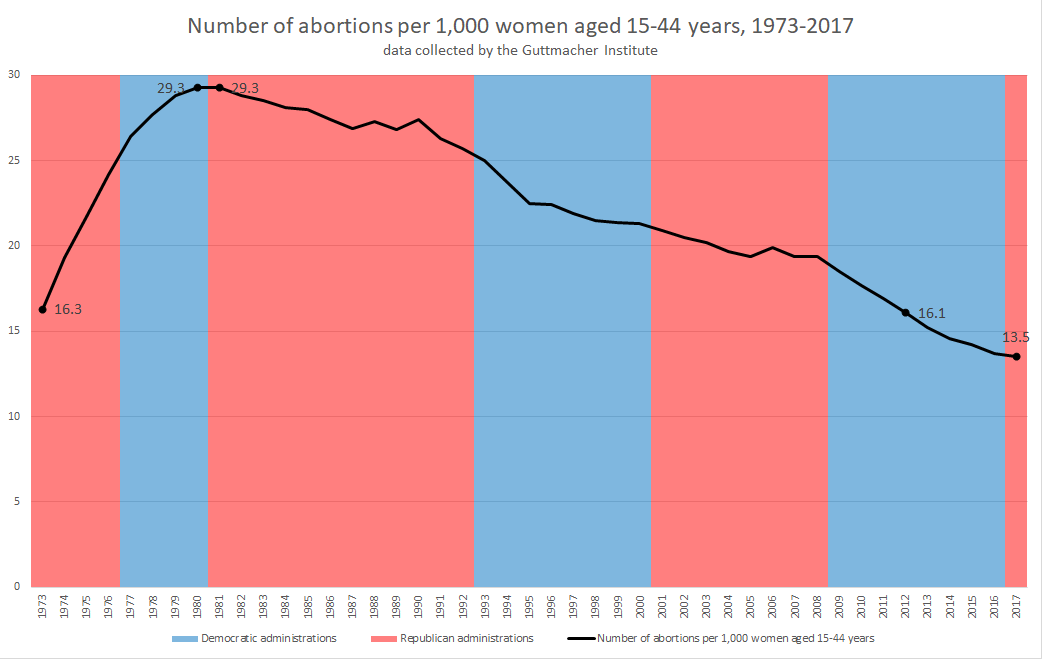

Durante os primeiros seis meses de 2023 (após Dobbs em 2022), o número de abortos em certos estados dos EUA mudou drasticamente em comparação com o mesmo período de 2020, de acordo com o Instituto Guttmacher. Os abortos triplicaram no Novo México e no Wyoming e mais que duplicaram na Carolina do Sul e no Kansas. Para 13 estados que proibiram o aborto, o Instituto Guttmacher não tinha dados de 2023 para fazer a comparação.

### Abortos médicos
Uma pesquisa do Guttmacher Institute com prestadores de serviços de aborto estimou que os abortos médicos precoces representaram 17% de todos os abortos não hospitalares e pouco mais de um quarto dos abortos antes das 9 semanas de gestação nos Estados Unidos em 2008. Os abortos médicos relatados voluntariamente ao CDC por 34 áreas reportadas (excluindo Alabama, Califórnia, Connecticut, Delaware, Flórida, Havaí, Illinois, Louisiana, Maryland, Massachusetts, Nebraska, Nevada, New Hampshire, Pensilvânia, Tennessee, Vermont, Wisconsin e Wyoming) e publicado em seu relatório anual os relatórios de vigilância do aborto têm aumentado a cada ano desde a aprovação do mifepristona (RU-486) pela FDA em 28 de setembro de 2000: 1,0% em 2000, 2,9% em 2001, 5,2% em 2002, 7,9% em 2003, 9,3% em 2004, 9,9% em 2005, 10,6% em 2006, 13,1% em 2007, 15,8% em 2008, 17,1% em 2009 (25,2% daqueles com menos de 9 semanas de gestação). Os abortos medicamentosos representaram 32% dos abortos no primeiro trimestre nas clínicas da Planned Parenthood em 2008. Em 2020, os abortos medicamentosos representaram mais de 50% de todos os abortos. Em 2023, os abortos medicamentosos obtidos no âmbito do sistema formal de cuidados de saúde aumentaram para 63% de todos os abortos, sendo a percentagem total (que incluiria abortos autogeridos por indivíduos em estados com proibições totais) provavelmente mais elevada.

### Aborto e religião
A maioria dos abortos é obtida por mulheres religiosamente identificadas. De acordo com o Instituto Guttmacher, "mais de 7 em cada 10 mulheres americanas que fazem um aborto relatam uma afiliação religiosa (37% protestantes, 28% católicas e 7% outras) e 25% frequentam serviços religiosos pelo menos uma vez por mês. O aborto a taxa para mulheres protestantes é de 15 por 1.000 mulheres, enquanto as mulheres católicas têm uma taxa ligeiramente mais elevada, 20 por 1.000".

### Aborto e etnia
As taxas de aborto tendem a ser mais altas entre as mulheres de minorias nos Estados Unidos. Em 2000-2001, as taxas entre as mulheres negras e hispânicas eram de 49 por 1.000 e 33 por 1.000, respectivamente, contra 13 por 1.000 entre as mulheres brancas não-hispânicas. Este número inclui todas as mulheres em idade reprodutiva, incluindo mulheres que não estão grávidas. Por outras palavras, estas taxas de aborto reflectem a taxa a que as mulheres norte-americanas em idade reprodutiva fazem um aborto todos os anos.
Em 2004, as taxas de aborto por etnia nos EUA eram de 50 abortos por 1.000 mulheres negras, 28 abortos por 1.000 mulheres hispânicas e 11 abortos por 1.000 mulheres brancas.
Em 2024, a taxa de aborto para mulheres negras era quase três vezes superior à das mulheres brancas, enquanto para as mulheres hispânicas era quase duas vezes superior à taxa das mulheres brancas.
| Etnia                    | Taxa de aborto |
| ------------------------ | -------------- |
| Mulheres afro-americanas | 28,6           |
| Mulheres hispânicas      | 12.3           |
| Outras mulheres          | 9.2            |
| Mulheres brancas         | 6.4            |

### Dentro do estado vs. fora do estado
Roe v. Wade legalizou o aborto em todo o país em 1973. Em 1972, 41% dos abortos foram realizados em mulheres fora de seu estado de residência, enquanto em 1973 diminuiu para 21% e depois para 11% em 1974.
Na década de 2011 a 2020, durante a qual muitos estados aumentaram as restrições ao aborto, a porcentagem de mulheres em todo o país que viajaram para fora do estado para fazer um aborto aumentou constantemente, de 6% em 2011 para 9% em 2020. Viagens para fora do estado a prática do aborto era muito mais prevalente nos 29 estados hostis ao direito ao aborto, com as percentagens nesses estados aumentando de 9% em 2011 para 15% em 2020, enquanto nos estados que apoiam o direito ao aborto, as viagens para fora do estado para realizar abortos aumentaram de 2% a 3% entre 2011 e 2020.
Gutttmacher divulgou dados sobre abortos por estado de ocorrência e estado de residência. Em alguns estados, esses números podem ser tremendamente diferentes, por exemplo, no Missouri, um estado muito hostil ao direito ao aborto, a taxa de aborto por estado de ocorrência caiu de 4 em 1.000 mulheres com idade entre 15 e 44 anos em 2017 para 0,1 em 2020, porque 57% das vítimas de aborto saíram do estado em 2017, enquanto 99% o fizeram em 2020. Em contraste, de 2017 a 2020, a taxa de aborto por estado de residência para os moradores do Missouri aumentou 18%, de 8,4 para 9,9.
Algumas viagens fora do estado referem-se a locais de centros populacionais nos estados; se as grandes cidades estiverem perto das fronteiras estaduais, pode ser comum cruzar as fronteiras para fazer um aborto. Por exemplo, Delaware, que geralmente apoia o direito ao aborto, viu 44% dos residentes realizarem o aborto em estados vizinhos.

### Maternidade
Em 2019, 60% das mulheres que abortaram já eram mães e 50% já tinham dois ou mais filhos.

### Razões para o aborto
Um estudo de 1998 revelou que, de 1987 a 1988, as mulheres relataram o seguinte como suas principais razões para escolher o aborto:
| Percentagem de mulheres | Razão principal para escolher um aborto                      |
| ----------------------- | ------------------------------------------------------------ |
| 25,5%                   | Quer adiar a gravidez                                        |
| 21,3%                   | Impossibilidade de pagar despesas de um bebê                 |
| 14,1%                   | Tem problema de relacionamento ou parceiro não quer gravidez |
| 12,2%                   | Muito jovem; pai(s) ou outro(s) se opõem à gravidez          |
| 10,8%                   | Ter um filho irá atrapalhar a educação ou o emprego          |
| 7,9%                    | Não quer (mais) filhos                                       |
| 3,3%                    | Risco para a saúde fetal                                     |
| 2,8%                    | Risco para a saúde materna                                   |
| 2,1%                    | Outro                                                        |

A fonte desta informação leva em conta resultados de 27 nações, incluindo os Estados Unidos, e portanto, estes resultados podem não ser típicos de qualquer nação.
De acordo com um estudo de 1987 que incluiu dados específicos sobre abortos tardios (ou seja, abortos "com 16 ou mais semanas de gestação"), as mulheres relataram que vários motivos contribuíram para o aborto tardio:
| Percentagem de mulheres | Razões que contribuem para um aborto tardio                       |
| ----------------------- | ----------------------------------------------------------------- |
| 71%                     | Mulher não reconheceu que estava grávida ou julgou mal a gestação |
| 48%                     | Mulher achou difícil fazer preparativos para um aborto anterior   |
| 33%                     | Mulher tinha medo de contar ao parceiro ou aos pais               |
| 24%                     | Mulher demorou a decidir fazer um aborto                          |
| 8%                      | Mulher esperou que seu relacionamento mudasse                     |
| 8%                      | Alguém já havia pressionado a mulher para não fazer um aborto     |
| 6%                      | Algo mudou algum tempo depois que a mulher engravidou             |
| 6%                      | Mulher não sabia que o tempo é importante                         |
| 5%                      | Mulher não sabia que poderia fazer um aborto                      |
| 2%                      | Um problema fetal foi diagnosticado no final da gravidez          |
| 11%                     | Outro                                                             |

Em 2000, os casos de violação ou incesto representaram 1% dos abortos.
Um estudo de 2004 do Instituto Guttmacher relatou que as mulheres listaram os seguintes entre os motivos para escolherem fazer um aborto:
| Percentagem de mulheres | Razão para escolher fazer um aborto                            |
| ----------------------- | -------------------------------------------------------------- |
| 74%                     | Ter um bebê mudaria drasticamente a vida                       |
| 73%                     | Impossibilidade de pagar despesas de um bebê no momento        |
| 48%                     | Não querer ser mãe solteira ou ter problemas de relacionamento |
| 38%                     | Já concluiu a gravidez                                         |
| 32%                     | Não está pronta para outro filho                               |
| 25%                     | Não querer que as pessoas saibam que fez sexo ou engravidou    |
| 22%                     | Não se sentir maduro o suficiente para criar um (outro) filho  |
| 14%                     | Marido ou companheiro quer que a mulher aborte                 |
| 13%                     | Possíveis problemas que afetam a saúde do feto                 |
| 12%                     | Preocupações com a própria saúde                               |
| 6%                      | Os pais querem que o aborto seja feito                         |
| 1%                      | Foi vítima de estupro                                          |
| menos de 0,5%           | Ficou grávida como resultado de incesto                        |

Uma Pesquisa Nacional de Crescimento Familiar (NSFG) de 2008 mostra que as taxas de gravidez indesejada são mais altas entre negros, hispânicos e mulheres com status socioeconômico mais baixo.
- 70% de todas as gestações entre mulheres negras foram indesejadas
- 57% de todas as gestações entre mulheres hispânicas foram indesejadas
- 42% de todas as gestações entre mulheres brancas foram indesejadas

### Quando as mulheres abortam (por idade gestacional)

Aborto nos EUA por idade gestacional, 2016

De acordo com os Centros de Controle de Doenças, em 2011, a maioria (64,5%) dos abortos foram realizados com ≤8 semanas de gestação, e quase todos (91,4%) foram realizados com ≤13 semanas de gestação. Poucos abortos (7,3%) foram realizados entre 14 e 20 semanas de gestação ou ≥21 semanas de gestação (1,4%). De 2002 a 2011, a percentagem de todos os abortos realizados com ≤8 semanas de gestação aumentou 6%.

### Segurança dos abortos
O risco de morte por levar uma criança até o fim nos EUA é aproximadamente 14 vezes maior do que o risco de morte por aborto legal. Em 2012, a taxa de mortalidade por aborto legal foi de 0,6 mortes relacionadas com o aborto por 100.000 abortos. O risco de mortalidade relacionada ao aborto aumenta com a idade gestacional, mas permanece menor do que o do parto durante pelo menos 21 semanas de gestação.
Para o período 2013-2019, a taxa de mortalidade por procedimentos de aborto legal nos EUA foi de 0,43 mortes relacionadas com o aborto por 100.000 abortos legais notificados, inferior às taxas dos períodos anteriores de 5 anos. Em 2019, houve quatro mortes identificadas relacionadas ao aborto nos EUA, entre 625.000 abortos.

### Efeitos do controle de natalidade
O aumento do acesso ao controle da natalidade tem sido estatisticamente associado à redução da taxa de aborto. Como um elemento do planejamento familiar, o controle da natalidade foi subsidiado pelo governo federal para famílias de baixa renda em 1965, sob o programa Guerra à Pobreza do presidente Lyndon B. Johnson. Em 1970, o Congresso aprovou o Título X para fornecer serviços de planeamento familiar aos necessitados, e o Presidente Richard Nixon sancionou-o. O financiamento para o Título X aumentou de US$ 6 milhões em 1971 para US$ 61 milhões no ano seguinte, e aumentou lentamente a cada ano para US$ 317 milhões em 2010, após o que foi reduzido em alguns por cento.
Em 2011, o Instituto Guttmacher informou que o número de abortos nos EUA seria quase dois terços maior sem acesso a métodos contraceptivos. Em 2015, a Federação de Cientistas Americanos informou que o acesso obrigatório ao controle da natalidade ajudou a reduzir a gravidez na adolescência nos EUA em 44 por cento e evitou mais de 188.000 gravidezes indesejadas.

## Opinião pública

Porcentagem de americanos que se identificam como "pró-vida" ou "pró-escolha"

Os americanos estão igualmente divididos sobre o assunto; uma pesquisa Gallup de maio de 2018 indicou que 48% dos americanos se descreveram como "pró-escolha" e 48% se descreveram como "pró-vida". Uma pesquisa de julho de 2018 indicou que 64% dos americanos não queriam que a Suprema Corte anulasse Roe v. Wade, enquanto 28% o fizeram. A mesma pesquisa descobriu que o apoio ao aborto ser geralmente legal foi de 60% durante o primeiro trimestre da gravidez, caindo para 28% no segundo trimestre e 13% no terceiro trimestre.
O apoio à legalização do aborto tem sido consistentemente maior entre os adultos mais instruídos do que os menos instruídos, e em 2019, 70% dos graduados universitários apoiam que o aborto seja legal em todos ou na maioria dos casos, em comparação com 60% daqueles com alguma faculdade, e 54% daqueles com ensino médio ou menos.
Em janeiro de 2013, a maioria dos americanos acreditava que o aborto deveria ser legal em todos ou na maioria dos casos, de acordo com uma pesquisa da NBC News e do The Wall Street Journal. Aproximadamente 70% dos entrevistados na mesma pesquisa se opuseram à anulação de Roe v. Uma pesquisa do Pew Research Center produziu resultados semelhantes. Além disso, 48% dos republicanos se opuseram à derrubada de Roe, em comparação com 46% que apoiaram a derrubada.
Gallup declarou em maio de 2010 que mais americanos se identificando como "pró-vida" é "o novo normal", ao mesmo tempo que observou que não houve aumento na oposição ao aborto. Sugeriu que a polarização política pode ter levado mais republicanos a se autodenominarem "pró-vida". Os termos “pró-escolha” e “pró-vida” nem sempre reflectem uma visão política ou enquadram-se num binário; numa sondagem do Instituto Public Religion Research, sete em cada dez americanos descreveram-se como "pró-escolha", enquanto quase dois terços se descreveram como "pró-vida". A mesma sondagem concluiu que 56% dos americanos eram a favor do acesso legal ao aborto em todos ou em alguns casos.
Um estudo de 2022 que revisou os conjuntos de dados da literatura e da opinião pública descobriu que 43,8% dos entrevistados nos EUA apoiam consistentemente o aborto eletivo e traumático, enquanto apenas 14,8% se opõem consistentemente ao aborto, independentemente do motivo, e outros diferem no seu grau de apoio ao aborto dependendo das circunstâncias do aborto. 90% aprovam o aborto quando a saúde da mulher está em perigo, 77,4% quando há uma grande chance de defeitos no bebê que podem resultar da gravidez e 79,5% quando a gravidez é resultado de estupro.
Uma pesquisa Gallup de janeiro de 2023 descobriu que quase 7 em cada 10 americanos desaprovam as políticas de aborto do país, a taxa mais alta em 23 anos.
| Data da enquete           | "Pró-vida" | "Pró-escolha" | Misto / nenhum | Não sabe o que os termos significam | Sem opinião |
| ------------------------- | ---------- | ------------- | -------------- | ----------------------------------- | ----------- |
| 2016, 4 a 8 de maio       | 46%        | 47%           | 3%             | 3%                                  | 2%          |
| 2015, 6 a 10 de maio      | 44%        | 50%           | 3%             | 2%                                  | 1%          |
| 2014, 8 a 11 de maio      | 46%        | 47%           | 3%             | 3%                                  | –           |
| 2013, 2 a 7 de maio       | 48%        | 45%           | 3%             | 3%                                  | 2%          |
| 2012, 3 a 6 de maio       | 50%        | 41%           | 4%             | 3%                                  | 3%          |
| 2011, 5 a 8 de maio       | 45%        | 49%           | 3%             | 2%                                  | 2%          |
| 2010, 26 a 28 de março    | 46%        | 45%           | 4%             | 2%                                  | 3%          |
| 2009, 20 a 22 de novembro | 45%        | 48%           | 2%             | 2%                                  | 3%          |
| 2009, 7 a 10 de maio      | 51%        | 42%           | –              | 0                                   | 7%          |
| 2008, 5 a 7 de setembro   | 43%        | 51%           | 2%             | 1%                                  | 3%          |

### Por sexo e idade
A pesquisa do Pew Research Center mostra pouca mudança nas opiniões de 2008 a 2012; diferenças modestas baseadas no sexo ou na idade.
A tabela do artigo original também mostra por filiação partidária, religião e nível de escolaridade.
|          | 2011–2012 | 2011–2012 | 2011–2012 | 2009–2010 | 2009–2010 | 2009–2010 | 2007–2008 | 2007–2008 | 2007–2008 |
| Legal    | Ilegal    | Não sabe  | Legal     | Ilegal    | Não sabe  | Legal     | Ilegal    | Não sabe  |           |
| -------- | --------- | --------- | --------- | --------- | --------- | --------- | --------- | --------- | --------- |
| Total    | 53%       | 41%       | 6%        | 48%       | 44%       | 8%        | 54%       | 40%       | 6%        |
|          |           |           |           |           |           |           |           |           |           |
| Homens   | 51%       | 43%       | 6%        | 46%       | 46%       | 9%        | 52%       | 42%       | 6%        |
| Mulheres | 55%       | 40%       | 5%        | 50%       | 43%       | 7%        | 55%       | 39%       | 5%        |
|          |           |           |           |           |           |           |           |           |           |
| 18–29    | 53%       | 44%       | 3%        | 50%       | 45%       | 5%        | 52%       | 45%       | 3%        |
| 30–49    | 54%       | 42%       | 4%        | 49%       | 43%       | 7%        | 58%       | 38%       | 5%        |
| 50–64    | 55%       | 38%       | 7%        | 49%       | 42%       | 9%        | 56%       | 38%       | 6%        |
| 65+      | 48%       | 43%       | 9%        | 39%       | 49%       | 12%       | 45%       | 44%       | 11%       |

### Por nível educacional
O apoio à legalização do aborto é significativamente maior entre os adultos mais instruídos do que entre os menos instruídos, e tem sido consistentemente assim há décadas. Em 2019, 70% dos diplomados universitários apoiam a legalidade do aborto em todos ou na maioria dos casos, bem como 60% daqueles com alguma educação universitária, em comparação com 54% daqueles com ensino secundário ou inferior.
| 2019                            | 2019                                   | 2019                                    |
| Nível educacional               | Legal em todos ou na maioria dos casos | Ilegal em todos ou na maioria dos casos |
| ------------------------------- | -------------------------------------- | --------------------------------------- |
| Graduação universitária ou mais | 70%                                    | 30%                                     |
| Alguma faculdade                | 60%                                    | 39%                                     |
| Ensino médio ou menos           | 54%                                    | 44%                                     |

### Por gênero, partido e região
Uma pesquisa CBS News / The New York Times de janeiro de 2003 examinou se os americanos achavam que o aborto deveria ser legal ou não, e encontrou variações de opinião que dependiam da filiação partidária e da região do país. A margem de erro é de +/– 4% para perguntas respondidas de toda a amostra (valores globais) e pode ser superior para perguntas feitas a subgrupos (todos os outros valores).
| Grupo         | Geralmente disponível | Disponível, mas com limites mais rígidos do que agora | Não é permitido |
| ------------- | --------------------- | ----------------------------------------------------- | --------------- |
| Mulheres      | 37%                   | 37%                                                   | 24%             |
| Homens        | 40%                   | 40%                                                   | 20%             |
|               |                       |                                                       |                 |
| Democratas    | 43%                   | 35%                                                   | 21%             |
| Republicanos  | 29%                   | 41%                                                   | 28%             |
| Independentes | 42%                   | 38%                                                   | 18%             |
|               |                       |                                                       |                 |
| Nordestinos   | 48%                   | 31%                                                   | 19%             |
| Centro-Oeste  | 34%                   | 40%                                                   | 25%             |
| Sulistas      | 33%                   | 41%                                                   | 25%             |
| Ocidentais    | 43%                   | 40%                                                   | 16%             |
|               |                       |                                                       |                 |
| Geral         | 39%                   | 38%                                                   | 22%             |

### Por trimestre de gravidez
Uma pesquisa CNN / USA Today / Gallup de janeiro de 2003 perguntou sobre a legalidade do aborto por trimestre, usando a pergunta: "Você acha que o aborto deveria ser geralmente legal ou geralmente ilegal durante cada um dos seguintes estágios da gravidez?" Esta mesma pergunta também foi feita pelo Gallup em março de 2000 e julho de 1996. As pesquisas indicam apoio geral ao aborto legal durante o primeiro trimestre, embora o apoio caia drasticamente para o aborto durante o segundo e terceiro trimestre.
Desde a sondagem de 2011, o apoio ao aborto legal durante o primeiro trimestre diminuiu.
|                    | Enquete 2018 | Enquete 2018 | Pesquisa de 2012 | Pesquisa de 2012 | Pesquisa de 2011 | Pesquisa de 2011 | Pesquisa de 2003 | Pesquisa de 2003 | Pesquisa de 2000 | Pesquisa de 2000 | Pesquisa de 1996 | Pesquisa de 1996 |
|                    | Legal        | Ilegal       | Legal            | Ilegal           | Legal            | Ilegal           | Legal            | Ilegal           | Legal            | Ilegal           | Legal            | Ilegal           |
| Primeiro trimestre | 60%          | 34%          | 61%              | 31%              | 62%              | 29%              | 66%              | 35%              | 66%              | 31%              | 64%              | 30%              |
| Segundo trimestre  | 28%          | 65%          | 27%              | 64%              | 24%              | 71%              | 25%              | 68%              | 24%              | 69%              | 26%              | 65%              |
| Terceiro trimestre | 13%          | 81%          | 14%              | 80%              | 10%              | 86%              | 10%              | 84%              | 8%               | 86%              | 13%              | 82%              |

### Por circunstância ou motivos
De acordo com a pesquisa de longa data da Gallup sobre o aborto, a maioria dos americanos não é estritamente “pró-vida” ou “pró-escolha”; depende das circunstâncias da gravidez. A pesquisa Gallup de 1996 a 2021 revela consistentemente que quando questionados: "Você acha que o aborto deveria ser legal em qualquer circunstância, legal apenas sob certas circunstâncias ou ilegal em todas as circunstâncias?", Os americanos respondem repetidamente "legal apenas sob certas circunstâncias". De acordo com a sondagem, num determinado ano, 48-57% consideram-se legais apenas em determinadas circunstâncias, 21-34% consideram-se legais em quaisquer circunstâncias e 13-19% consideram-se ilegais em todas as circunstâncias, sendo que 1-7% não têm opinião.
|                             | Legal em qualquer circunstância | Legal apenas em certas circunstâncias | Ilegal em todas as circunstâncias | Sem opinião |
| --------------------------- | ------------------------------- | ------------------------------------- | --------------------------------- | ----------- |
| 2021, 3 a 18 de maio        | 32%                             | 48%                                   | 19%                               | 2%          |
| 2020, 1 a 13 de maio        | 29%                             | 50%                                   | 20%                               | 2%          |
| 2019, 1 a 12 de maio        | 25%                             | 53%                                   | 21%                               | 2%          |
| 2018, 1 a 10 de maio        | 29%                             | 50%                                   | 18%                               | 2%          |
| 3 a 7 de maio de 2017       | 29%                             | 50%                                   | 18%                               | 3%          |
| 4 a 8 de maio de 2016       | 29%                             | 50%                                   | 19%                               | 2%          |
| 2015, 6 a 10 de maio        | 29%                             | 51%                                   | 19%                               | 1%          |
| 8 a 11 de maio de 2014      | 28%                             | 50%                                   | 21%                               | 2%          |
| 2 a 7 de maio de 2013       | 26%                             | 52%                                   | 20%                               | 2%          |
| 27 a 30 de dezembro de 2012 | 28%                             | 52%                                   | 18%                               | 3%          |
| 3 a 6 de maio de 2012       | 25%                             | 52%                                   | 20%                               | 3%          |
| 15 a 17 de julho de 2011    | 26%                             | 51%                                   | 20%                               | 3%          |
| 9 a 12 de junho de 2011     | 26%                             | 52%                                   | 21%                               | 2%          |
| 5 a 8 de maio de 2011       | 27%                             | 49%                                   | 22%                               | 3%          |
| 2009, 17 a 19 de julho      | 21%                             | 57%                                   | 18%                               | 4%          |
| 2009, 7 a 10 de maio        | 22%                             | 53%                                   | 23%                               | 2%          |
| 8 a 11 de maio de 2008      | 28%                             | 54%                                   | 18%                               | 2%          |
| 2007, 10 a 13 de maio       | 26%                             | 55%                                   | 17%                               | 1%          |
| 8 a 11 de maio de 2006      | 30%                             | 53%                                   | 15%                               | 2%          |

De acordo com a pesquisa acima mencionada, os americanos diferem drasticamente com base na situação da gravidez, sugerindo que não apoiam o aborto incondicional. Com base em duas pesquisas separadas realizadas de 19 a 21 de maio de 2003, com 505 e 509 entrevistados respectivamente, os americanos declararam sua aprovação ao aborto sob estas diversas circunstâncias:
| Critérios de pesquisa                                         | Total | Enquete A | Enquete B |
| ------------------------------------------------------------- | ----- | --------- | --------- |
| Quando a vida da mulher está em perigo                        | 78%   | 82%       | 75%       |
| Quando a gravidez foi causada por estupro ou incesto          | 65%   | 72%       | 59%       |
| Quando a criança nasceria com uma doença potencialmente fatal | 54%   | 60%       | 48%       |
| Quando a criança nasceria com deficiência mental              | 44%   | 50%       | 38%       |
| Quando a mulher não quer o filho por qualquer motivo          | 32%   | 41%       | 24%       |

Outro trio separado de pesquisas realizadas pela Gallup em 2003, 2000 e 1996, revelou o apoio público ao aborto da seguinte forma para os critérios fornecidos:
| Critérios de pesquisa                                                 | Pesquisa de 2003 | Pesquisa de 2000 | Pesquisa de 1996 |
| --------------------------------------------------------------------- | ---------------- | ---------------- | ---------------- |
| Quando a vida da mulher está em perigo                                | 85%              | 84%              | 88%              |
| Quando a saúde física da mulher está em perigo                        | 77%              | 81%              | 82%              |
| Quando a gravidez foi causada por estupro ou incesto                  | 76%              | 78%              | 77%              |
| Quando a saúde mental da mulher está em perigo                        | 63%              | 64%              | 66%              |
| Quando há evidências de que o bebê pode ter alguma deficiência física | 56%              | 53%              | 53%              |
| Quando há evidências de que o bebê pode ter problemas mentais         | 55%              | 53%              | 54%              |
| Quando a mulher ou família não tem condições de criar o filho         | 35%              | 34%              | 32%              |

Além disso, a Gallup estabeleceu apoio público para muitas questões apoiadas pela comunidade antiaborto e contestadas pela comunidade de direitos ao aborto:
| Legislação | Pesquisa de 2011 | Pesquisa de 2003 | Pesquisa de 2000 | Pesquisa de 1996 |
| --- | ---------------- | ---------------- | ---------------- | ---------------- |
| Uma lei que exige que os médicos informem os pacientes sobre alternativas ao aborto antes de realizar o procedimento |                  | 88%              | 86%              | 86%              |
| Uma lei que exige que as mulheres que desejam abortar esperem 24 horas antes de realizar o procedimento              | 69%              | 78%              | 74%              | 73%              |

| Legislação                                                                                             | Pesquisa de 2005 | Pesquisa de 2003 | Pesquisa de 1996 | Pesquisa de 1992 |
| --- | ---------------- | ---------------- | ---------------- | ---------------- |
| Uma lei que exige que mulheres menores de 18 anos obtenham consentimento dos pais para qualquer aborto | 69%              | 73%              | 74%              | 70%              |
| Uma lei que exige que o marido de uma mulher casada seja notificado se ela decidir fazer um aborto     | 64%              | 72%              | 70%              | 73%              |

Uma pesquisa da CBS News de outubro de 2007 explorou em que circunstâncias os americanos acreditam que o aborto deveria ser permitido, fazendo a pergunta: "Qual é o seu sentimento pessoal sobre o aborto?" Os resultados foram os seguintes:
| Permitido em todos os casos | Permitido, mas sujeito a restrições maiores do que agora | Somente em casos como estupro, incesto ou para salvar a vida da mulher | Só é permitido salvar a vida da mulher | Nunca | Inseguro |

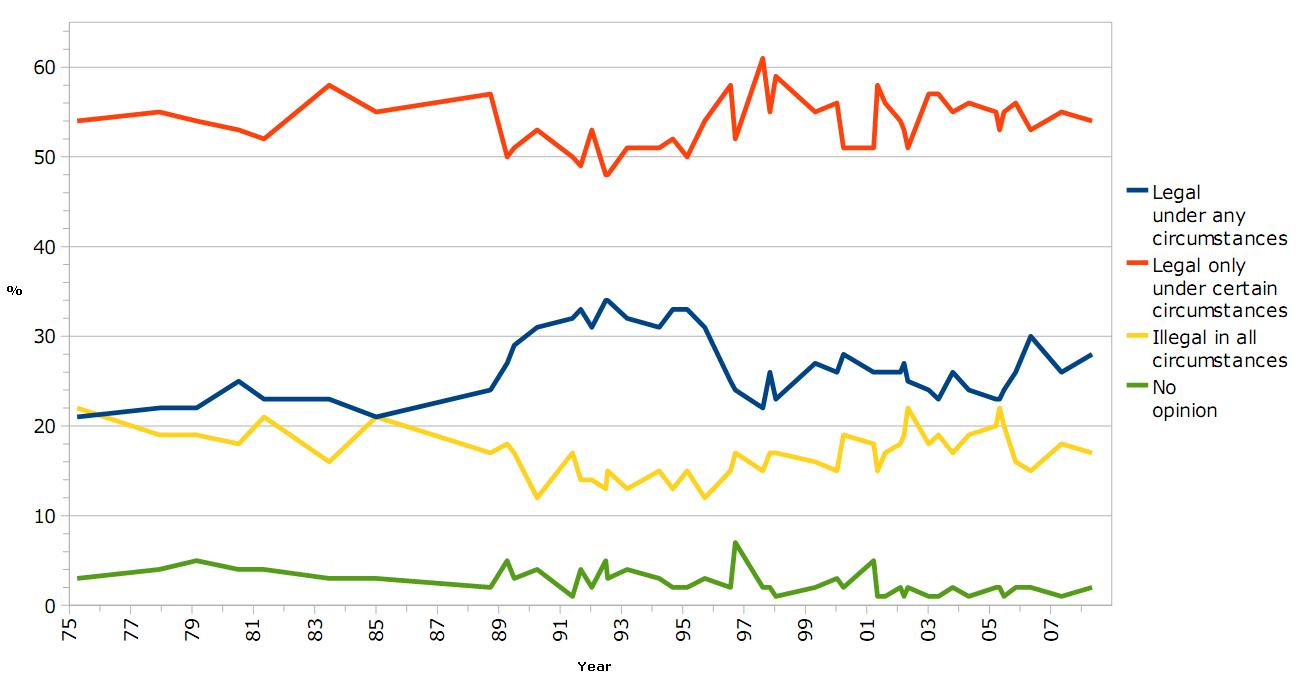
Resultados da pesquisa de opinião Gallup nos EUA desde 1975, restrição legal do aborto

| --------------------------- | -------------------------------------------------------- | ---------------------------------------------------------------------- | -------------------------------------- | ----- | -------- |
| 26%                         | 16%                                                      | 34%                                                                    | 16%                                    | 4%    | 4%       |

### Pesquisas adicionais
- Uma pesquisa do Los Angeles Times de junho de 2000 descobriu que, embora 57% dos entrevistados considerassem o aborto um assassinato, metade desses 57% acreditava em permitir o acesso das mulheres ao aborto. O inquérito também concluiu que, no geral, 65% dos inquiridos não acreditam que o aborto deveria ser legal após o primeiro trimestre, incluindo 72% das mulheres e 58% dos homens. Além disso, a pesquisa descobriu que 85% dos americanos entrevistados apoiavam o aborto em casos de risco para a saúde física da mulher, 54% se a saúde mental da mulher estivesse em risco e 66% se fosse detectada uma anomalia congénita no feto.[317]

- Uma pesquisa da Agenda Pública de julho de 2002 descobriu que 44% dos homens e 42% das mulheres pensavam que "o aborto deveria estar geralmente disponível para aqueles que o desejam", 34% dos homens e 35% das mulheres pensavam que "o aborto deveria estar disponível, mas sob limites mais rigorosos do que está agora", e 21% dos homens e 22% das mulheres pensavam que "o aborto não deveria ser permitido".[318]
- Uma pesquisa ABC News / The Washington Post de janeiro de 2003 também examinou as atitudes em relação ao aborto por gênero. Em resposta à pergunta: “Sobre o assunto do aborto, você acha que o aborto deveria ser legal em todos os casos, legal na maioria dos casos, ilegal na maioria dos casos ou ilegal em todos os casos?”, 25% das mulheres responderam que deveria ser legal em "todos os casos", 33% que deveria ser legal na "maioria dos casos", 23% que deveria ser ilegal na "maioria dos casos" e 17% que deveria ser ilegal em "todos os casos". 20% dos homens achavam que deveria ser legal em "todos os casos", 34% legal na "maioria dos casos", 27% ilegal na "maioria dos casos" e 17% ilegal em "todos os casos".[318]
- A maioria dos telespectadores da Fox News favorece tanto a notificação dos pais quanto o consentimento dos pais, quando um menor procura fazer um aborto. Uma pesquisa da Fox News em 2005 descobriu que 78% das pessoas são a favor de uma exigência de notificação e 72% são a favor de uma exigência de consentimento.[319]
- Uma pesquisa Harris de abril de 2006 sobre Roe v. Wade perguntou: "Em 1973, a Suprema Corte dos EUA decidiu que as leis estaduais que tornavam ilegal para uma mulher fazer um aborto até três meses de gravidez eram inconstitucionais, e que a decisão sobre se uma mulher deve fazer um aborto até os três meses de gravidez deve ser deixada para a mulher e seu médico decidirem. Em geral, você é a favor ou se opõe a esta parte da decisão da Suprema Corte dos EUA que faz abortos até os três meses de gravidez. legal?", ao qual 49% dos entrevistados indicaram favor, enquanto 47% indicaram oposição. A organização Harris concluiu desta pesquisa que "49 por cento agora apoiam Roe vs. Wade".[320][321][322]
- Duas pesquisas foram divulgadas em maio de 2007 perguntando aos americanos: "Com relação à questão do aborto, você se consideraria pró-escolha ou pró-vida?" De 4 a 6 de maio, uma pesquisa da CNN descobriu que 45% disseram "pró-escolha" e 50% disseram pró-vida.[323] Na semana seguinte, uma pesquisa Gallup descobriu que 50% responderam "pró-escolha" e 44% pró-vida.[324]
- Em 2011, uma pesquisa realizada pelo Public Religion Research Institute descobriu que 43% dos entrevistados se identificaram como "pró-vida" e "pró-escolha".[325]

### Dilatação e extração intactas
Em 2003, o Congresso dos EUA proibiu a dilatação e extração intactas quando aprovou a Lei de Proibição do Aborto por Nascimento Parcial. Uma pesquisa do Rasmussen Reports quatro dias após a opinião da Suprema Corte no caso Gonzales v. Carhart descobriu que 40% dos entrevistados "sabia que a decisão permitia que os estados colocassem algumas restrições em procedimentos específicos de aborto". Dos que sabiam da decisão, 56% concordaram com a decisão e 32% se opuseram. Uma pesquisa da ABC de 2003 descobriu que 62% dos entrevistados achavam que o "aborto por nascimento parcial" deveria ser ilegal; um número semelhante de entrevistados desejava uma exceção “se isso evitasse uma ameaça grave à saúde da mulher”.
A Gallup questionou repetidamente o público americano sobre esta questão.
| Legislação | 2011 | 2003 | 2000 | 2000 | 2000 | 1999 | 1998 | 1997 | 1996 |
| --- | ---- | ---- | ---- | ---- | ---- | ---- | ---- | ---- | ---- |
| Uma lei que tornaria ilegal a realização de um procedimento específico de aborto realizado nos últimos seis meses, ou no segundo e/ou terceiro trimestre de gravidez, conhecido por alguns oponentes como aborto de nascimento parcial, exceto em casos necessários para salvar a vida do mãe | 64%  | 70%  | 63%  | 66%  | 64%  | 61%  | 61%  | 55%  | 57%  |

## Posições dos partidos políticos
Depois de Roe, houve um realinhamento político nacional em torno do aborto. O movimento pelo direito ao aborto nos Estados Unidos enfatizou inicialmente os benefícios do aborto para a política nacional, tais como menores despesas sociais, crescimento populacional mais lento e menos nascimentos ilegítimos. O movimento pelo direito ao aborto atraiu apoio do movimento de controle populacional, feministas e ambientalistas. Os defensores anti-aborto e os ativistas dos direitos civis acusaram os defensores dos direitos ao aborto de pretenderem controlar a população das minorias raciais e dos deficientes, citando os seus laços com os segregacionistas raciais e os reformadores legais eugenistas. O movimento pelo direito ao aborto distanciou-se subsequentemente do movimento de controle populacional e respondeu adotando uma retórica baseada na escolha e orientando para os direitos, semelhante à que foi usada na decisão Roe”. Os oponentes do aborto experimentaram uma mudança política. A Igreja Católica e o Partido Democrata apoiavam um estado de bem-estar social expansivo, queriam reduzir as taxas de aborto através de seguro pré-natal e creches financiadas pelo governo federal, e se opuseram ao aborto na época de Roe. Posteriormente, o movimento antiaborto nos Estados Unidos mudou mais para as religiões protestantes que viam o direito ao aborto como parte de uma agenda liberal pesada contra a qual lutar, e tornou-se parte da nova direita cristã. A influência protestante ajudou a tornar a oposição ao aborto parte da plataforma do Partido Republicano na década de 1990. Os estados liderados pelos republicanos promulgaram leis para restringir o aborto, incluindo abortos antes do padrão geral de Casey de 24 semanas”.
No século 21, embora os membros dos dois principais partidos políticos dos EUA se posicionem em ambos os lados da questão, o Partido Republicano é frequentemente visto como sendo anti-aborto, uma vez que a plataforma oficial do partido se opõe ao aborto e considera que os fetos têm um direito inerente ao aborto, vida. Republicans for Choice representa a minoria desse partido. Em 2006, as pesquisas descobriram que 9% dos republicanos são a favor da disponibilidade do aborto na maioria das circunstâncias. Dos delegados da Convenção Nacional Republicana em 2004, 13% acreditavam que o aborto deveria estar geralmente disponível e 38% acreditavam que não deveria ser permitido. A mesma sondagem mostrou que 17% de todos os eleitores republicanos acreditavam que o aborto deveria estar geralmente disponível para aqueles que o desejam, enquanto 38% acreditavam que não deveria ser permitido. O Partido Republicano apoiou o direito ao aborto antes da Convenção Nacional Republicana de 1976, na qual apoiou uma emenda constitucional anti-aborto como uma manobra política temporária para obter mais apoio dos católicos; esta postura trouxe muito mais conservadores sociais para o partido, resultando numa grande e permanente mudança no sentido do apoio à posição anti-aborto. A plataforma do Partido Democrata considera o aborto um direito da mulher. Democrats for Life of America representa a minoria desse partido. Em 2006, os inquéritos revelaram que 74% dos Democratas são a favor da disponibilidade do aborto na maioria das circunstâncias. Dos delegados da Convenção Nacional Democrata em 2004, 75% acreditavam que o aborto deveria estar geralmente disponível e 2% acreditavam que o aborto não deveria ser permitido. A mesma sondagem mostrou que 49% de todos os eleitores democratas acreditavam que o aborto deveria estar geralmente disponível para aqueles que o desejam, enquanto 13% acreditavam que não deveria ser permitido.
A posição dos terceiros partidos políticos dos EUA e de outros partidos políticos menores dos EUA é diversa. O Partido Verde apoia o aborto legal como um direito da mulher. Embora o aborto seja uma questão controversa e os Libertários pela Vida, com sede em Maryland, se oponham à legalidade do aborto na maioria das circunstâncias, a plataforma do Partido Libertário (2012) afirma que "o governo deve ser mantido fora do assunto, deixando a questão para cada pessoa por sua conta". O Partido da Constituição se opõe ao aborto.
A questão do aborto tornou-se profundamente politizada. Em 2002, 84% das plataformas democratas estaduais apoiavam o direito ao aborto, enquanto 88% das plataformas republicanas estaduais se opunham. Esta divergência também fez com que organizações de direita cristã como Christian Voice, Christian Coalition of America e Moral Majority tivessem um papel cada vez mais forte no Partido Republicano. Esta oposição foi alargada ao abrigo da Lei de Assistência Externa; em 1973, Jesse Helms introduziu uma alteração que proíbe a utilização de ajuda financeira para promover o aborto no estrangeiro e, em 1984, a política da Cidade do México proibiu o apoio financeiro a qualquer organização estrangeira que realizasse ou promovesse abortos. A política foi revogada pelo presidente Bill Clinton e posteriormente reinstaurada pelo presidente George W. Bush. O presidente Barack Obama rejeitou esta política por Ordem Executiva em 23 de janeiro de 2009, e foi reinstaurada em 23 de janeiro de 2017, pelo presidente Donald Trump. Em 28 de janeiro de 2021, o presidente Joe Biden assinou um Memorando Presidencial que revogou a restauração da política da Cidade do México e também apelou ao Departamento de Saúde e Serviços Humanos dos Estados Unidos para "suspender, rescindir ou revogar" as restrições feitas ao Título X.

## Efeitos da legalização e impacto da proibição do aborto

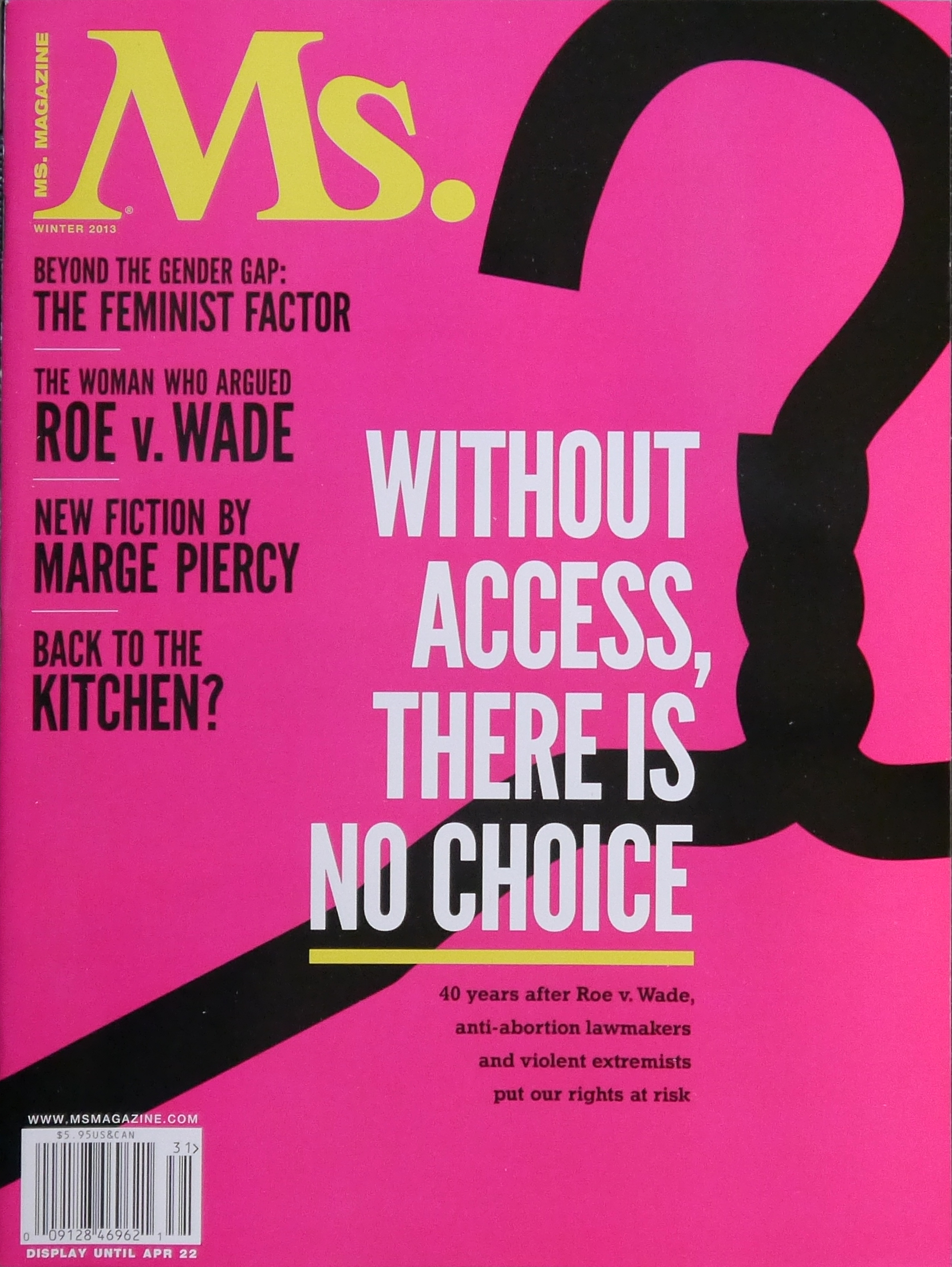
A edição de inverno de 2013 da Ms foi sobre o direito ao aborto.

O risco de morte devido ao aborto legal caiu consideravelmente desde que Roe v. Wade (1973) o legalizou; isso se deveu ao aumento das habilidades médicas, ao aprimoramento da tecnologia médica e à interrupção precoce da gravidez. De 1940 a 1970, as mortes de mulheres grávidas durante o aborto caíram de quase 1.500 para pouco mais de 100. De acordo com os Centros de Controle e Prevenção de Doenças, o número de mulheres que morreram em 1972 por aborto ilegal foi de trinta e nove. O efeito Roe é uma hipótese que sugere que, uma vez que os defensores do direito ao aborto causam a erosão da sua própria base política por terem menos filhos, a prática do aborto acabará por levar à restrição ou não-legalização do aborto. O aborto legalizado e o efeito do crime é outra teoria controversa que postula que o aborto legal reduz o crime porque crianças indesejadas têm maior probabilidade de se tornarem criminosas.
Desde Roe, houve inúmeras tentativas de reverter a decisão. Na temporada eleitoral de 2011, o Mississippi colocou uma emenda na votação que redefiniu a forma como o estado via o aborto. A emenda da personalidade definiu a personalidade como “todo ser humano desde o momento da fertilização, clonagem ou seu equivalente funcional”; se aprovado, seria ilegal fazer um aborto no estado. Em 11 de julho de 2012, um juiz federal do Mississippi ordenou uma prorrogação de sua ordem temporária para permitir que a única clínica de aborto do estado permanecesse aberta. A ordem deveria permanecer em vigor até que o juiz distrital dos EUA, Daniel Porter Jordan III, pudesse revisar as regras recém-elaboradas sobre como o Departamento de Saúde do Mississippi administraria uma nova lei sobre o aborto. A lei em questão entrou em vigor em 1º de julho de 2012.
Entre 2008 e 2016, o Estudo Turnaway acompanhou um grupo de 1.000 mulheres, duas das quais morreram após o parto, durante cinco anos depois de terem procurado fazer um aborto, e comparou a sua saúde e as consequências socioeconómicas de receberem um aborto. aborto ou ser negado um. O estudo descobriu que aquelas que receberam o aborto tiveram melhor desempenho e aquelas que tiveram o aborto negado sofreram consequências negativas. A Scientific American descreveu-o como um marco. Um estudo Turnaway de acompanhamento foi confirmado para determinar o impacto econômico e na saúde da derrubada de Roe, que outros estudiosos também analisaram. De acordo com um estudo de 2019, se Roe fosse revertido e as proibições ao aborto implementadas em estados com leis desencadeantes, incluindo estados considerados altamente propensos a proibir o aborto, "estima-se que os aumentos na distância de viagem impediriam que 93.546 a 143.561 mulheres tivessem acesso aos cuidados de aborto".
Para o caso Dobbs v. Jackson Women's Health Organization, que confirmou os vazamentos de maio de 2022 obtidos pelo Politico e rejeitou Roe e Planned Parenthood v. Casey em junho de 2022, entre os mais de 130 Amicus curiae, centenas de cientistas forneceram evidências, dados e estudos, em particular o Turnaway Study, a favor do direito ao aborto e para repreender os argumentos apresentados ao Tribunal de que o aborto "não tem efeito benéfico na vida e na carreira das mulheres - e pode até causar eles prejudicam". A  American Historical Association (AHA em inglês) e a Organization of American Historians (OAH em inglês) estavam entre aqueles que assinaram um breve amici curiae para Dobbs, e foram citados, entre outros, por Reason, Syracuse University News, e The Washington Post. AHA e OAH emitiram conjuntamente uma declaração contra a decisão da Suprema Corte, que foi relatada por Anchorage Daily News, Inside Higher Ed, Insight Into Diversity, e o podcast Strict Scrutiny da Crooked Media, dizendo que "se recusaram a levar a sério as reivindicações históricas de nosso documento [amicus curiae]". Juntamente com pelo menos 30 outras instituições académicas e académicas, condenaram “a má interpretação do tribunal sobre a história do aborto legalizado” e disseram que este tem “o potencial de exacerbar injustiças históricas e aprofundar as desigualdades no nosso país”.

## Nascimento vivo não intencional
Embora seja incomum, as mulheres às vezes dão à luz apesar de uma tentativa de aborto. O relato de nascidos vivos após tentativa de aborto pode não ser consistente de estado para estado, mas 38 foram registrados em um estudo no norte do estado de Nova York nos dois anos e meio antes de Roe v. Wade. De acordo com a Lei de Proteção de Bebês Nascidos Vivos de 2002, a equipe médica deve relatar nascimento vivo se observar qualquer respiração, batimento cardíaco, pulsação do cordão umbilical ou movimento muscular voluntário confirmado, independentemente de o nascido-vivo não é viável ex utero a longo prazo devido a defeitos congênitos e independentemente da idade gestacional, incluindo idades gestacionais que são muito precoces para viabilidade ex utero a longo prazo.

## Casos
- Becky Bell, uma adolescente americana que morreu em consequência de um aborto inseguro em 1988.
- Sherri Chessen, uma atriz que teve dificuldade em conseguir um aborto para seu bebê deformado pela talidomida em 1962.
- Gerardo Flores, condenado em 2005 por duas acusações de homicídio capital por ter feito um aborto em casa à sua namorada, que estava grávida de gêmeos.
- Gianna Jessen, uma mulher americana que nasceu viva em 1977 após uma tentativa de aborto com solução salina.
- Rosie Jimenez, uma mulher americana que foi a primeira morte registrada devido a um aborto inseguro depois que os fundos federais do Medicaid para abortos foram removidos pela Emenda Hyde em 1977.
- Gerri Santoro, uma mulher americana que morreu devido a um aborto inseguro em 1964.